# Pokémon di quinta generazione

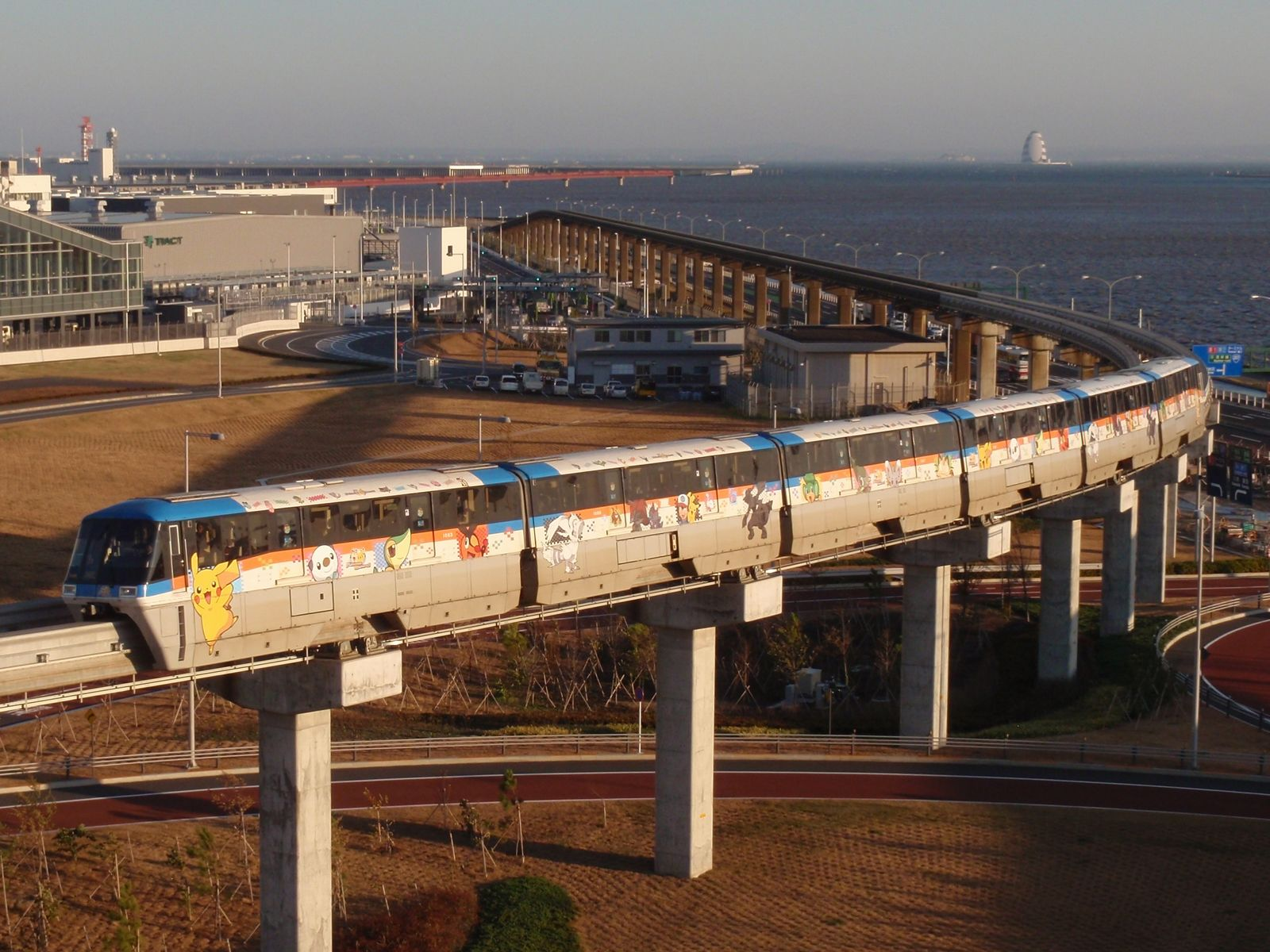
I Pokémon della quinta generazione Oshawott, Snivy, Tepig, Reshiram, Darmanitan, Zoroark, Zekrom, Pansage, Axew e Minccino, raffigurati sulla carrozzeria di un treno in Giappone.

La quinta generazione dei videogiochi della serie Pokémon comprende i titoli Pokémon Nero e Bianco (2010) e Pokémon Nero 2 e Bianco 2 (2012).
Essa introduce un nuovo gruppo di 156 Pokémon, portando il numero totale a 649. Le creature sono state concepite da un gruppo di diciassette disegnatori, coordinati da Ken Sugimori e comprendente veterani della serie e nuove leve. Il processo di creazione dei Pokémon della quinta generazione è incominciato a primavera 2008 e ha richiesto circa due anni. A differenza degli altri titoli della serie, Pokémon Nero e Bianco non presentano Pokémon delle generazioni precedenti fino al completamento del Pokédex, e introducono invece un set di creature totalmente nuove, come era avvenuto in precedenza solo nei videogiochi inaugurali Pokémon Rosso e Blu. I disegnatori hanno dovuto quindi creare un intero ecosistema di creature partendo da zero, potendo tuttavia riciclare modelli e forme già esplorati in precedenza.

## Elenco dei Pokémon
| Numero | Nome       | Evoluzione                                   |
| ------ | ---------- | -------------------------------------------- |
| 494    | Victini    | Nessuna evoluzione                           |
| 495    | Snivy      | Evolve in Servine                            |
| 496    | Servine    | Evoluzione di Snivy, evolve in Serperior     |
| 497    | Serperior  | Evoluzione di Servine                        |
| 498    | Tepig      | Evolve in Pignite                            |
| 499    | Pignite    | Evoluzione di Tepig, evolve in Emboar        |
| 500    | Emboar     | Evoluzione di Pignite                        |
| 501    | Oshawott   | Evolve in Dewott                             |
| 502    | Dewott     | Evoluzione di Oshawott, evolve in Samurott   |
| 503    | Samurott   | Evoluzione di Dewott                         |
| 504    | Patrat     | Evolve in Watchog                            |
| 505    | Watchog    | Evoluzione di Patrat                         |
| 506    | Lillipup   | Evolve in Herdier                            |
| 507    | Herdier    | Evoluzione di Lillipup, evolve in Stoutland  |
| 508    | Stoutland  | Evoluzione di Herdier                        |
| 509    | Purrloin   | Evolve in Liepard                            |
| 510    | Liepard    | Evoluzione di Purrloin                       |
| 511    | Pansage    | Evolve in Simisage                           |
| 512    | Simisage   | Evoluzione di Pansage                        |
| 513    | Pansear    | Evolve in Simisear                           |
| 514    | Simisear   | Evoluzione di Pansear                        |
| 515    | Panpour    | Evolve in Simipour                           |
| 516    | Simipour   | Evoluzione di Panpour                        |
| 517    | Munna      | Evolve in Musharna                           |
| 518    | Musharna   | Evoluzione di Munna                          |
| 519    | Pidove     | Evolve in Tranquill                          |
| 520    | Tranquill  | Evoluzione di Pidove, evolve in Unfezant     |
| 521    | Unfezant   | Evoluzione di Tranquill                      |
| 522    | Blitzle    | Evolve in Zebstrika                          |
| 523    | Zebstrika  | Evoluzione di Blitzle                        |
| 524    | Roggenrola | Evolve in Boldore                            |
| 525    | Boldore    | Evoluzione di Roggenrola, evolve in Gigalith |
| 526    | Gigalith   | Evoluzione di Boldore                        |
| 527    | Woobat     | Evolve in Swoobat                            |
| 528    | Swoobat    | Evoluzione di Woobat                         |
| 529    | Drilbur    | Evolve in Excadrill                          |
| 530    | Excadrill  | Evoluzione di Drilbur                        |
| 531    | Audino     | Megaevolve in MegaAudino                     |
| 532    | Timburr    | Evolve in Gurdurr                            |
| 533    | Gurdurr    | Evoluzione di Timburr, evolve in Conkeldurr  |
| 534    | Conkeldurr | Evoluzione di Gurdurr                        |
| 535    | Tympole    | Evolve in Palpitoad                          |
| 536    | Palpitoad  | Evoluzione di Tympole, evolve in Seismitoad  |
| 537    | Seismitoad | Evoluzione di Palpitoad                      |
| 538    | Throh      | Nessuna evoluzione                           |
| 539    | Sawk       | Nessuna evoluzione                           |
| 540    | Sewaddle   | Evolve in Swadloon                           |
| 541    | Swadloon   | Evoluzione di Sewaddle, evolve in Leavanny   |
| 542    | Leavanny   | Evoluzione di Swadloon                       |
| 543    | Venipede   | Evolve in Whirlipede                         |
| 544    | Whirlipede | Evoluzione di Venipede, evolve in Scolipede  |
| 545    | Scolipede  | Evoluzione di Whirlipede                     |
| 546    | Cottonee   | Evolve in Whimsicott                         |
| 547    | Whimsicott | Evoluzione di Cottonee                       |
| 548    | Petilil    | Evolve in Lilligant                          |
| 549    | Lilligant  | Evoluzione di Petilil                        |
| 550    | Basculin   | Evolve in Basculegion                        |
| 551    | Sandile    | Evolve in Krokorok                           |
| 552    | Krokorok   | Evoluzione di Sandile, evolve in Krookodile  |
| 553    | Krookodile | Evoluzione di Krokorok                       |
| 554    | Darumaka   | Evolve in Darmanitan                         |
| 555    | Darmanitan | Evoluzione di Darumaka                       |
| 556    | Maractus   | Nessuna evoluzione                           |
| 557    | Dwebble    | Evolve in Crustle                            |
| 558    | Crustle    | Evoluzione di Dwebble                        |
| 559    | Scraggy    | Evolve in Scrafty                            |
| 560    | Scrafty    | Evoluzione di Scraggy                        |
| 561    | Sigilyph   | Nessuna evoluzione                           |
| 562    | Yamask     | Evolve in Cofagrigus o in Runerigus.         |
| 563    | Cofagrigus | Evoluzione di Yamask                         |
| 564    | Tirtouga   | Evolve in Carracosta                         |
| 565    | Carracosta | Evoluzione di Tirtouga                       |
| 566    | Archen     | Evolve in Archeops                           |
| 567    | Archeops   | Evoluzione di Archen                         |
| 568    | Trubbish   | Evolve in Garbodor                           |
| 569    | Garbodor   | Evoluzione di Trubbish                       |
| 570    | Zorua      | Evolve in Zoroark                            |
| 571    | Zoroark    | Evoluzione di Zorua                          |
| 572    | Minccino   | Evolve in Cinccino                           |
| 573    | Cinccino   | Evoluzione di Minccino                       |
| 574    | Gothita    | Evolve in Gothorita                          |
| 575    | Gothorita  | Evoluzione di Gothita, evolve in Gothitelle  |
| 576    | Gothitelle | Evoluzione di Gothitelle                     |
| 577    | Solosis    | Evolve in Duosion                            |
| 578    | Duosion    | Evoluzione di Solosis, evolve in Reuniclus   |
| 579    | Reuniclus  | Evoluzione di Duosion                        |
| 580    | Ducklett   | Evolve in Swanna                             |
| 581    | Swanna     | Evoluzione di Ducklett                       |
| 582    | Vanillite  | Evolve in Vanillish                          |
| 583    | Vanillish  | Evoluzione di Vanillite, evolve in Vanilluxe |
| 584    | Vanilluxe  | Evoluzione di Vanillish                      |
| 585    | Deerling   | Evolve in Sawsbuck                           |
| 586    | Sawsbuck   | Evoluzione di Deerling                       |
| 587    | Emolga     | Nessuna evoluzione                           |
| 588    | Karrablast | Evolve in Escavalier                         |
| 589    | Escavalier | Evoluzione di Karrablast                     |
| 590    | Foongus    | Evolve in Amoonguss                          |
| 591    | Amoonguss  | Evoluzione di Foongus                        |
| 592    | Frillish   | Evolve in Jellicent                          |
| 593    | Jellicent  | Evoluzione di Frillish                       |
| 594    | Alomomola  | Nessuna evoluzione                           |
| 595    | Joltik     | Evolve in Galvantula                         |
| 596    | Galvantula | Evoluzione di Joltik                         |
| 597    | Ferroseed  | Evolve in Ferrothorn                         |
| 598    | Ferrothorn | Evoluzione di Ferroseed                      |
| 599    | Klink      | Evolve in Klang                              |
| 600    | Klang      | Evoluzione di Klink, evolve in Klinklang     |
| 601    | Klinklang  | Evoluzione di Klang                          |
| 602    | Tynamo     | Evolve in Eelektrik                          |
| 603    | Eelektrik  | Evoluzione di Tynamo, evolve in Eelektross   |
| 604    | Eelektross | Evoluzione di Eelektrik                      |
| 605    | Elgyem     | Evolve in Beheeyem                           |
| 606    | Beheeyem   | Evoluzione di Elgyem                         |
| 607    | Litwick    | Evolve in Lampent                            |
| 608    | Lampent    | Evoluzione di Litwick, evolve in Chandelure  |
| 609    | Chandelure | Evoluzione di Lampent                        |
| 610    | Axew       | Evolve in Fraxure                            |
| 611    | Fraxure    | Evoluzione di Axew, evolve in Haxorus        |
| 612    | Haxorus    | Evoluzione di Fraxure                        |
| 613    | Cubchoo    | Evolve in Beartic                            |
| 614    | Beartic    | Evoluzione di Cubchoo                        |
| 615    | Cryogonal  | Nessuna evoluzione                           |
| 616    | Shelmet    | Evolve in Accelgor                           |
| 617    | Accelgor   | Evoluzione di Shelmet                        |
| 618    | Stunfisk   | Nessuna evoluzione                           |
| 619    | Mienfoo    | Evolve in Mienshao                           |
| 620    | Mienshao   | Evoluzione di Mienfoo                        |
| 621    | Druddigon  | Nessuna evoluzione                           |
| 622    | Golett     | Evolve in Golurk                             |
| 623    | Golurk     | Evoluzione di Golett                         |
| 624    | Pawniard   | Evolve in Bisharp                            |
| 625    | Bisharp    | Evoluzione di Pawniard, evolve in Kingambit  |
| 626    | Bouffalant | Nessuna evoluzione                           |
| 627    | Rufflet    | Evolve in Braviary                           |
| 628    | Braviary   | Evoluzione di Rufflet                        |
| 629    | Vullaby    | Evolve in Mandibuzz                          |
| 630    | Mandibuzz  | Evoluzione di Vullaby                        |
| 631    | Heatmor    | Nessuna evoluzione                           |
| 632    | Durant     | Nessuna evoluzione                           |
| 633    | Deino      | Evolve in Zweilous                           |
| 634    | Zweilous   | Evoluzione di Deino, evolve in Hydreigon     |
| 635    | Hydreigon  | Evoluzione di Zweilous                       |
| 636    | Larvesta   | Evolve in Volcarona                          |
| 637    | Volcarona  | Evoluzione di Larvesta                       |
| 638    | Cobalion   | Nessuna evoluzione                           |
| 639    | Terrakion  | Nessuna evoluzione                           |
| 640    | Virizion   | Nessuna evoluzione                           |
| 641    | Tornadus   | Nessuna evoluzione                           |
| 642    | Thundurus  | Nessuna evoluzione                           |
| 643    | Reshiram   | Nessuna evoluzione                           |
| 644    | Zekrom     | Nessuna evoluzione                           |
| 645    | Landorus   | Nessuna evoluzione                           |
| 646    | Kyurem     | Nessuna evoluzione                           |
| 647    | Keldeo     | Nessuna evoluzione                           |
| 648    | Meloetta   | Nessuna evoluzione                           |
| 649    | Genesect   | Nessuna evoluzione                           |

### Victini
Victini (ビクティニ?, Bikutini) è un Pokémon base di tipo Psico/Fuoco. Viene definito il Pokémon Vittoria. Si tratta di un Pokémon misterioso ottenibile esclusivamente in un'area del gioco sbloccabile tramite lo strumento Liberticket (リバティチケット?, Ribatichiketto). L'oggetto è stato distribuito in Giappone dal 18 settembre al 18 ottobre 2010 e in Europa dal 4 marzo al 27 aprile 2011. Il suo nome deriva da victory ("vittoria") ed è stato creato con l'idea di allettare anche un pubblico femminile. Nel Pokédex, l'enciclopedia fittizia presente nei giochi, Victini è descritto come il Pokémon che porta alla vittoria il proprio allenatore e che può condividere con altri la sua illimitata riserva di energia. Nell'anime, Victini è uno dei protagonisti della coppia di lungometraggi Il film Pokémon: Nero - Victini e Reshiram e Bianco - Victini e Zekrom. È il Pokémon della quinta generazione preferito da Junichi Masuda.

### Snivy
Snivy (ツタージャ?, Tsutāja) è uno dei Pokémon iniziali di Pokémon Nero e Bianco e Pokémon Nero 2 e Bianco 2, di tipo Erba. Si evolve in Servine con l'aumento di livello. Viene definito il Pokémon Serperba. Il team di disegnatori gli assegnò l'aspetto di un serpente, perché avevano notato che alcune specie di questi rettili assomigliano a piante rampicanti e ciò si addiceva al tipo del Pokémon. Per caratterizzarlo ulteriormente, gli venne conferita un'aria disinvolta, un certo atteggiamento aristocratico e un design occidentale. È descritto come una creatura intelligente e composta; assorbe la luce solare tramite la coda a forma di foglia e la utilizza per effettuare la fotosintesi e aumentare le sue riserve di energia per muoversi più velocemente. Nell'anime, Snivy appare per la prima volta nel corso dell'episodio All'ombra di Zekrom! (In The Shadow of Zekrom!), quando un esemplare viene consegnato come Pokémon iniziale dalla Professoressa Aralia a Diapo. Ash Ketchum cattura un esemplare del Pokémon, di sesso femminile, nel corso dell'episodio Uno Snivy difficile da catturare! (Snivy Plays Hard to Catch!). Quando sono stati rivelati i Pokémon iniziali di Pokémon Nero e Bianco, Snivy è risultato il più popolare dei tre, raccogliendo il 44% dei consensi in un sondaggio condotto da Official Nintendo Magazine.

### Servine
Servine (ジャノビー?, Janobī) è un Pokémon di primo stadio di tipo Erba. Si evolve da Snivy ed evolve a sua volta in Serperior con l'aumento di livello. Viene definito il Pokémon Serperba. Sfrutta la sua agilità per sfuggire ai nemici e contraccare al momento opportuno. Si tiene sempre pulito per massimizzare gli effetti della fotosintesi sulle sue foglie. Nell'anime, Servine appare per la prima volta nel corso dell'episodio Il Club di Lotta e la scelta di Tepig! (The Battle Club and Tepig's Choice). Diapo possiede un esemplare di Servine, evoluzione del suo Snivy.

### Serperior
Serperior (ジャローダ?, Jarōda) è un Pokémon di secondo stadio di tipo Erba. Si evolve da Servine. Viene definito il Pokémon Regale. Ha uno sguardo intimidatorio e regale, che gli è sufficiente a mettere in fuga la maggior parte dei nemici; contro coloro che non si fanno scoraggiare, tuttavia, combatte al massimo delle sue capacità. Nell'anime, Serperior appare nel corso della coppia di lungometraggi Il film Pokémon: Nero - Victini e Reshiram e Bianco - Victini e Zekrom. Il Pokémon viene sconfitto da Ash Ketchum. Diapo possiede un esemplare di Serperior, evoluzione del suo Servine.

### Tepig
Tepig (ポカブ?, Pokabu) è uno dei Pokémon iniziali di Pokémon Nero e Bianco e Pokémon Nero 2 e Bianco 2, di tipo Fuoco. Si evolve in Pignite con l'aumento di livello. Viene definito il Pokémon Suinfuoco. È stato concepito da Lee Hyun-jung come un maialino dal carattere incauto, spericolato, "maldestro ma adorabile" e con un design che richiama la cultura cinese. Emette fuoco e fiamme dalle narici per combattere e arrostire le bacche di cui va ghiotto. Nell'anime, Tepig appare per la prima volta nel corso dell'episodio All'ombra di Zekrom! (In The Shadow of Zekrom!), di proprietà della Professoressa Aralia. Ash Ketchum cattura un esemplare del Pokémon in Il Club di Lotta e la scelta di Tepig! (The Battle Club and Tepig's Choice). Quando sono stati rivelati i Pokémon iniziali di Pokémon Nero e Bianco, Tepig è risultato il secondo più popolare dei tre, raccogliendo il 39% dei consensi in un sondaggio condotto da Official Nintendo Magazine.

### Pignite
Pignite (チャオブー?, Chaobū) è un Pokémon di primo stadio di tipo Fuoco/Lotta. Si evolve da Tepig ed evolve a sua volta in Emboar con l'aumento di livello. Viene definito il Pokémon Suinfuoco. Utilizza il nutrimento per alimentare la sua fiamma interna, che più arde intensa più gli conferisce forza e rapidità. Nell'anime, un esemplare di Pignite di proprietà di Belle appare per la prima volta nel corso dell'episodio Le pulizie di Minccino! (Minccino-Neat and Tidy!). Anche Ash Ketchum possiede un esemplare di Pignite, evolutosi dal suo Tepig nell'episodio Un'evoluzione infuocata! (Evolution by Fire!).

### Emboar
Emboar (エンブオー?, Enbuō) è un Pokémon di secondo stadio di tipo Fuoco/Lotta. Si evolve da Pignite. Viene definito il Pokémon Suincendio. La sua barba è perennemente avvolta dalle fiamme; Emboar si infiamma quindi i pugni su di essa per coniugare l'elemento fuoco ai suoi temibili pugni. Nell'anime, Emboar appare nel corso della coppia di lungometraggi Il film Pokémon: Nero - Victini e Reshiram e Bianco - Victini e Zekrom, dove lotta contro Iris e Ash Ketchum. Belle possiede un esemplare di Emboar, evoluzione del suo Pignite.

### Oshawott
Oshawott (ミジュマル?, Mijumaru) è uno dei Pokémon iniziali di Pokémon Nero e Bianco e Pokémon Nero 2 e Bianco 2 e Leggende Pokémon: Arceus, di tipo Acqua. Si evolve in Dewott con l'aumento di livello. Viene definito il Pokémon Lontra. È stato concepito da Yusuke Ōmura come una lontra di mare dall'aspetto grazioso e dalla personalità matura e responsabile. Per richiamare la cultura giapponese, il disegnatore lo rappresentò inoltre come un samurai, che brandisce una conchiglia al posto di una katana. Utilizza la conchiglia che tiene riposta sul ventre per difendersi, attaccare e come utensile per lavorare le bacche di cui si nutre. Nell'anime, un Oshawott di proprietà della Professoressa Aralia appare per la prima volta nel corso dell'episodio All'ombra di Zekrom! (In The Shadow of Zekrom!). Un esemplare del Pokémon viene catturato da Ash Ketchum in Dispettosi Sandile! (A Sandile Gusher of Change), dopo che l'Oshawott si affeziona all'allenatore e decide di seguirlo nel suo viaggio. Quando sono stati rivelati i Pokémon iniziali di Pokémon Nero e Bianco, Oshawott è stato oggetto di critiche rivolte al suo design ed è risultato il meno amato dei tre, raccogliendo il 15% dei consensi in un sondaggio condotto da Official Nintendo Magazine.

### Dewott
Dewott (フタチマル?, Futachimaru) è un Pokémon di primo stadio di tipo Acqua. Si evolve da Oshawott ed evolve a sua volta in Samurott con l'aumento di livello. Viene definito il Pokémon Apprendista. Si sottopone a un duro allenamento per imparare a destreggiare con maestria le conchiglie che si porta appresso. Ogni esemplare ha una sua tecnica distintiva, che dipende dall'allenamento e dalla forma delle conchiglie che utilizza. Nell'anime, Dewott appare per la prima volta nel corso dell'episodio Il Club di Lotta e la scelta di Tepig! (The Battle Club and Tepig's Choice).

### Samurott
Samurott (ダイケンキ?, Daikenki) è un Pokémon di secondo stadio di tipo Acqua. Si evolve da Dewott. Viene definito il Pokémon Dignità. Disegnato sempre da Yusuke Ōmura, il design del Pokémon si discosta da quello di una lontra ed è basato invece su una foca o un leone marino. In combattimento utilizza con perizia e rapidità il grande corno che ha sulla fronte e le spade che ha riposte nell'armatura delle zampe anteriori. Nell'anime, Samurott appare nel corso della coppia di lungometraggi Il film Pokémon: Nero - Victini e Reshiram e Bianco - Victini e Zekrom, dove lotta contro Ash Ketchum. Cameron possiede un esemplare di Samurott.

### Patrat
Patrat (ミネズミ?, Minezumi) è un Pokémon base di tipo Normale. Si evolve in Watchog con l'aumento di livello. Viene definito il Pokémon Esplorante. È guardingo e circospetto e vi è sempre almeno un membro del gruppo che monta la guardia alla tana. In caso di pericolo allerta i compagni facendo loro segno con la coda. Nell'anime, Patrat appare per la prima volta nel corso dell'episodio All'ombra di Zekrom! (In The Shadow of Zekrom!).

### Watchog
Watchog (ミルホッグ?, Miruhoggu) è un Pokémon di primo stadio di tipo Normale. Si evolve da Patrat. Viene definito il Pokémon Sentinella. Ha un'ottima vista che gli permette di muoversi anche al buio. Tramite una sostanza fluorescente contenuta nel suo corpo può far brillare gli occhi e le strisce che ha sulla pelliccia, intimorendo gli avversari; in caso di scontro spara i semi delle bacche che ha accumulato nelle guance. Nell'anime, un Watchog di proprietà della capopalestra Aloé appare per la prima volta nel corso dell'episodio Una notte nel museo di Zefiropoli! (A Night in the Nacrene City Museum!).

### Lillipup
Lillipup (ヨーテリー?, Yōterī) è un Pokémon base di tipo Normale. Si evolve in Herdier con l'aumento di livello. Viene definito il Pokémon Cagnolino. È un cagnolino facile da addestrare, intelligente, ubbidiente e leale nei confronti del suo allenatore. Non si tira indietro anche di fronte ad avversari più forti di lui, ma se il divario è troppo evidente abbandona la lotta. Il pelo che gli ricopre il viso funge da sensore e radar. Nell'anime, un esemplare di Lillipup appartenente alla capopalestra Aloé appare per la prima volta nel corso dell'episodio La lotta secondo Aloé! (The Battle According to Lenora!).

### Herdier
Herdier (ハーデリア?, Haaderia) è un Pokémon di primo stadio di tipo Normale. Si evolve da Lillipup ed evolve a sua volta in Stoutland con l'aumento di livello. Viene definito il Pokémon Fedeltà. È stato addomesticato fin dall'antichità e si dimostra sempre corretto e leale nei confronti del suo allenatore. La folta pelliccia scura che lo ricopre cresce di continuo e grazie alla sua durezza lo protegge dai colpi che gli vengono inferti. Nell'anime, un esemplare di Herdier di proprietà della capopalestra Aloé appare per la prima volta nel corso dell'episodio Rivincita alla Palestra di Zefiropoli! (Rematch at the Nacrene Gym!).

### Stoutland
Stoutland (ムーランド?, Mūrando) è un Pokémon di secondo stadio di tipo Normale. Si evolve da Herdier. Viene definito il Pokémon Generosità. Intelligente, leale e coraggioso, soccorre uomini e Pokémon in difficoltà in mare o in montagna, grazie al suo folto pelo che lo rende immune al freddo. Nell'anime, Stoutland appare per la prima volta nel corso dell'episodio Incontri e scontri a Sciroccopoli! (Reunion Battles In Nimbasa!) in cui un esemplare del Pokémon viene sconfitto da Ash Ketchum. Un altro Stoutland anziano, amico del Litten di Ash, compare in alcuni episodi ambientati nella regione di Alola.

### Purrloin
Purrloin (チョロネコ?, Choroneko) è un Pokémon base di tipo Buio. Si evolve in Liepard con l'aumento di livello. Viene definito il Pokémon Furbizia. Si diverte a distrarre le persone e rubare loro oggetti. A causa del suo aspetto tenero viene però spesso perdonato. In Pokémon Nero 2 e Bianco 2 è possibile ottenere un esemplare di Purrloin di proprietà di N. Nell'anime, Purrloin appare per la prima volta nel corso del lungometraggi Il film Pokémon: Nero - Victini e Reshiram.

### Liepard
Liepard (レパルダス?, Reparudasu) è un Pokémon di primo stadio di tipo Buio. Si evolve da Purrloin. Viene definito il Pokémon Sanguefreddo. È aggraziato e ha un aspetto sinuoso e affascinante. I suoi modi sono tuttavia sprezzanti, sleali e crudeli, in quanto preferisce cogliere le vittime di nascosto alle spalle o nel buio della notte. Nell'anime, Liepard appare per la prima volta nel corso del lungometraggio Il film Pokémon: Nero - Victini e Reshiram.

### Pansage
Pansage (ヤナップ?, Yanappu) è un Pokémon base di tipo Erba. Si evolve in Simisage tramite l'utilizzo dello strumento Pietrafoglia. Viene definito il Pokémon Scimperba. Ha l'aspetto di una scimmia. Generoso e amichevole, offre a Pokémon affaticati bacche e le foglie della sua testa, che alleviano la stanchezza. In Pokémon Nero e Bianco il protagonista otterrà un esemplare di Pansage all'interno del Cantiere dei Sogni se ha scelto come Pokémon iniziale Tepig. Nell'anime, il capopalestra Spighetto possiede un esemplare di Pansage nel corso dell'episodio Tre leader, minaccia di squadra! (Triple Leaders, Team Threats).

### Simisage
Simisage (ヤナッキー?, Yanakkī) è un Pokémon di primo stadio di tipo Erba. Si evolve da Pansage. Viene definito il Pokémon Spinpanzé. Ha un carattere irruento e aggressivo, che lo porta spesso ad attaccare roteando la sua coda spinosa. Nell'anime, Simisage appare per la prima volta nel corso dell'episodio Ha inizio il torneo Donamite! (The Clubsplosion Begins!).

### Pansear
Pansear (バオップ?, Baoppu) è un Pokémon base di tipo Fuoco. Si evolve in Simisear tramite l'utilizzo dello strumento Pietrafocaia. Viene definito il Pokémon Testacalda. Ha l'aspetto di una scimmia. Il ciuffo che ha sulla testa brucia a temperature elevate, cosa che gli torna utile per arrostire le bacche di cui si nutre. In Pokémon Nero e Bianco il protagonista otterrà un esemplare di Pansear all'interno del Cantiere dei Sogni se ha scelto come Pokémon iniziale Oshawott. Nell'anime, il capopalestra Chicco possiede un esemplare di Pansear nel corso dell'episodio Tre leader, minaccia di squadra! (Triple Leaders, Team Threats).

### Simisear
Simisear (バオッキー?, Baokkī) è un Pokémon di primo stadio di tipo Fuoco. Si evolve da Pansear. Viene definito il Pokémon Sfavillante. Alimenta con dolci la sua fiamma interna, con cui emette una pioggia di fuoco dalla testa e dalla coda. Nell'anime, Simisear appare per la prima volta nel corso dell'episodio Emolga e il nuovo Invertivolt! (Emolga and the New Volt Switch!).

### Panpour
Panpour (ヒヤップ?, Hiyappu) è un Pokémon base di tipo Acqua. Si evolve in Simipour tramite l'utilizzo dello strumento Pietraidrica. Viene definito il Pokémon Annaffiatore. Ha l'aspetto di una scimmia. Accumula acqua ricca di nutrienti all'interno del ciuffo che ha sulla testa, e la espelle dalla coda per annaffiare piante o tenersi umido in ambienti asciutti. In Pokémon Nero e Bianco il protagonista otterrà un esemplare di Panpour all'interno del Cantiere dei Sogni se ha scelto come Pokémon iniziale Snivy. Nell'anime, il capopalestra Maisello possiede un esemplare di Panpour nel corso dell'episodio Tre leader, minaccia di squadra! (Triple Leaders, Team Threats).

### Simipour
Simipour (ヒヤッキー?, Hiyakkī) è un Pokémon di primo stadio di tipo Acqua. Si evolve da Panpour. Viene definito il Pokémon Spruzzacqua. Utilizza la coda sia come pompa per aspirare acqua, sia come condotto per espellerla in getti ad alta pressione. Nell'anime, Simipour appare per la prima volta nel corso dell'episodio Nuove emozioni al torneo Donamite! (Search for the Clubultimate!).

### Munna
Munna (ムンナ?, Munna) è un Pokémon base di tipo Psico. Si evolve in Musharna tramite l'utilizzo dello strumento Pietralunare. Viene definito il Pokémon Divorasogni. Si sposta galleggiando in aria per nutrirsi dei sogni di uomini e Pokémon. Nell'anime, un esemplare di Munna di proprietà di Zania appare per la prima volta nel corso dell'episodio L'energia dei sogni! (Dreams by the Yard Full!).

### Musharna
Musharna (ムシャーナ?, Musharna) è un Pokémon di primo stadio di tipo Psico. Si evolve da Munna. Viene definito il Pokémon Dormiveglia. Si nutre anch'egli di sogni, che poi materializza tramite il fumo di colori diversi che gli fuoriesce dalla fronte. Nell'anime, un esemplare di Musharna di proprietà di Zania appare per la prima volta nel corso dell'episodio L'energia dei sogni! (Dreams by the Yard Full!).

### Pidove
Pidove (マメパト?, Mamepato) è un Pokémon base di tipo Normale/Volante. Si evolve in Tranquill con l'aumento di livello. Viene definito il Pokémon Piccione. Ha l'aspetto di un piccione. Si affeziona alle persone ed esegue scrupolosamente gli ordini impartitigli dal suo allenatore, ma a causa della sua smemoratezza dimentica a volte i comandi ricevuti. In Pokémon Nero 2 e Bianco 2 nel Bosco Girandola è possibile ottenere un esemplare di Pidove di proprietà di N. Nell'anime, Pidove appare per la prima volta nel corso dell'episodio All'ombra di Zekrom! (In The Shadow of Zekrom!). Nella puntata successiva, Entrino Iris e Axew! (Enter Iris and Axew!) Ash Ketchum cattura un esemplare del Pokémon.

### Tranquill
Tranquill (ハトーボー?, Hatōbō) è un Pokémon di primo stadio di tipo Normale/Volante. Si evolve da Pidove ed evolve a sua volta in Unfezant con l'aumento di livello. Viene definito il Pokémon Granpiccione. Ha un ottimo senso dell'orientamento e un forte attaccamento; indipendentemente dalla distanza, è sempre in grado di ritornare al suo nido o al suo allenatore. Nell'anime, un esemplare di Tranquill appartenente a Diapo appare per la prima volta nel corso dell'episodio Una lotta tra rivali! (A Rival Battle for Club Champ!). Ash Ketchum possiede un esemplare del Pokémon, evolutosi dal suo Pidove in I Venipede in fuga! (A Venipede Stampede!).

### Unfezant
Unfezant (ケンホロウ?, Kenhorō) è un Pokémon di secondo stadio di tipo Normale/Volante. Si evolve da Tranquill. Viene definito il Pokémon Orgoglio. Gli Unfezant di sesso maschile possiedono una vistosa cresta assente nelle femmine, che sfoggiano per intimorire i nemici. Gli esemplari femminili d'altro canto sono più abili nel volo. Vi è inoltre una differenza nel colore del piumaggio del ventre: verde per i maschi, marrone per il genere femminile. Nell'anime, Unfezant appare per la prima volta nel corso del lungometraggio Il film Pokémon: Bianco - Victini e Zekrom. Ash Ketchum possiede un esemplare di sesso femminile del Pokémon, evolutosi dal suo Tranquill nell'episodio Una straordinaria lotta aerea! (An Amazing Aerial Battle!). In Finale sconsigliata ai fifoni! (Finals Not for the Faint-Hearted!) Alan schiera un Unfezant di sesso maschile contro Ash.

### Blitzle
Blitzle (シママ?, Shimama) è un Pokémon base di tipo Elettro. Si evolve in Zebstrika con l'aumento di livello. Viene definito il Pokémon Caricavolt. La sua criniera funge da parafulmine e da propagatore di pulsazioni luminose, con cui comunica con i suoi simili. Nell'anime, Blitzle appare per la prima volta nel corso dell'episodio La conchiglia perduta di Oshawott! (Oshawott's Lost Scalchop!).

### Zebstrika
Zebstrika (ゼブライカ?, Zeburaika) è un Pokémon di primo stadio di tipo Elettro. Si evolve da Blitzle. Viene definito il Pokémon Saetta. Ha un carattere fiero e impetuoso. È agile e scattante, e può lanciare temibili scariche elettriche dalla criniera. Nell'anime, Zebstrika appare per la prima volta nel corso dell'episodio Incontri e scontri a Sciroccopoli! (Reunion Battles In Nimbasa!).

### Roggenrola
Roggenrola (ダンゴロ?, Dangoro) è un Pokémon base di tipo Roccia. Si evolve in Boldore con l'aumento di livello. Viene definito il Pokémon Placca. Il suo corpo è stato compattato sotto terra nel corso di centinaia d'anni attorno a un nucleo centrale di energia, ed è duro come l'acciaio. La cavità al suo interno è il suo unico orecchio. Nell'anime, Roggenrola appare per la prima volta nel corso dell'episodio Devo acchiappare un Roggenrola! (Gotta Catch A Roggenrola!) in cui Ash Ketchum cattura un esemplare del Pokémon.

### Boldore
Boldore (ガントル?, Gantoru) è un Pokémon di primo stadio di tipo Roccia. Si evolve da Roggenrola ed evolve a sua volta in Gigalith se scambiato. Viene definito il Pokémon Minerale. Sprizza letteralmente energia, tanto che una parte di essa fuoriesce dal corpo e si cristallizza in formazioni minerali arancioni capaci di illuminarsi. In Pokémon Nero 2 e Bianco 2 nella Cava Pietrelettrica è possibile ottenere un esemplare di Boldore di proprietà di N. Nell'anime, Ash Ketchum possiede un esemplare di Boldore, evolutosi dal suo Roggenrola nel corso dell'episodio Lotta contro il re delle miniere! (Battling the King of the Mines!).

### Gigalith
Gigalith (ギガイアス?, Gigaiasu) è un Pokémon di secondo stadio di tipo Roccia. Si evolve da Boldore. Viene definito il Pokémon Pressionalta. Assorbe l'energia solare tramite i cristalli che ha sul corpo, e li comprime nel suo nucleo per restituirli come potenti raggi sparati dalla bocca. Nell'anime, Gigalith appare per la prima volta nel corso dell'episodio Ash contro il Campione! (Ash Versus the Champion!).

### Woobat
Woobat (コロモリ?, Koromori) è un Pokémon base di tipo Psico/Volante. Si evolve in Swoobat tramite felicità. Viene definito il Pokémon Pipistrello. Appare come un pipistrello che abita nelle caverne e nelle foreste buie, dormendo attaccato a pareti o tronchi tramite il suo naso. Emette ultrasuoni dalle narici con cui sonda l'ambiente circostante. In Pokémon Nero 2 e Bianco 2 nella Falda Sotterranea si può ottenere un esemplare di Woobat di proprietà di N. Nell'anime, Woobat appare per la prima volta nel corso dell'episodio Entrino Iris e Axew! (Enter Iris and Axew!) in cui Jessie del Team Rocket ne cattura un esemplare.

### Swoobat
Swoobat (ココロモリ?, Kokoromori) è un Pokémon di primo stadio di tipo Psico/Volante. Si evolve da Woobat. Viene definito il Pokémon Cercamore. Produce onde ultrasoniche dalle narici, con cui attaccare o che i maschi utilizzano per corteggiare le femmine. Nell'anime, Swoobat appare per la prima volta nel corso dell'episodio L'irresistibile Emolga! (Emolga the Irresistible!).

### Drilbur
Drilbur (モグリュー?, Moguryū) è un Pokémon base di tipo Terra. Si evolve in Excadrill con l'aumento di livello. Viene definito il Pokémon Talpa. È basato su una talpa; scava infatti profonde gallerie sotterranee con le sue unghie aguzze e avvitandosi su se stesso. Nell'anime, Iris cattura un esemplare di Drilbur.

### Excadrill
Excadrill (ドリュウズ?, Doryūzu) è un Pokémon di primo stadio di tipo Terra/Acciaio. Si evolve da Drilbur. Viene definito il Pokémon Sottoterra. Con la sua testa e i suoi artigli di acciaio può scavare gallerie e perforare il metallo più spesso come una trivella. Nell'anime, Iris possiede un esemplare di Excadrill, evoluzione del suo Drilbur. Il capopalestra Rafan utilizza un esemplare del Pokémon nell'episodio Lotta contro il re delle miniere! (Battling the King of the Mines!).

### Audino
Audino (タブンネ?, Tabunne) è un Pokémon base di tipo Normale. Viene definito il Pokémon Ascolto. Le sue orecchie eccezionali gli donano un senso dell'udito sorprendente, grazie al quale può captare suoni impercettibili o percepire lo stato fisico di persone e Pokémon dal loro battito cardiaco. In Pokémon Rubino Omega e Zaffiro Alpha ottiene una megaevoluzione denominata MegaAudino, la quale assume in aggiunta il tipo Normale/Folletto. Nell'anime, Audino è il Pokémon utilizzato dall'Infermiera Joy all'interno del Pokémon Center della regione di Unima. Il Pokémon appare per la prima volta nel corso dell'episodio L'energia dei sogni! (Dreams by the Yard Full!).

### Timburr
Timburr (ドッコラー?, Dokkorā) è un Pokémon base di tipo Lotta. Si evolve in Gurdurr con l'aumento di livello. Viene definito il Pokémon Forzaimmane. A causa della sua grande forza è spesso utilizzato nei cantieri edilizi. Porta sempre con sé una trave di legno, che sostituisce con tronchi sempre più pesanti mano a mano che cresce. In Pokémon Nero 2 e Bianco 2 nel Bosco Girandola è possibile ottenere un esemplare di Timburr di proprietà di N. Nell'anime, un esemplare di Timburr di proprietà di Diapo appare per la prima volta nel corso dell'episodio La terza lotta di Ash e Diapo! (Ash and Trip's Third Battle!).

### Gurdurr
Gurdurr (ドテツコツ?, Dotekkotsu) è un Pokémon di primo stadio di tipo Lotta. Si evolve da Timburr ed evolve a sua volta in Conkeldurr se scambiato. Viene definito il Pokémon Forzaimmane. Fortifica il suo corpo muscoloso trasportando ininterrottamente travi d'acciaio. Nell'anime, Diapo allena un esemplare del Pokémon, evoluzione del suo Timburr.

### Conkeldurr
Conkeldurr (ローブシン?, Rōbushin) è un Pokémon di secondo stadio di tipo Lotta. Si evolve da Gurdurr. Viene definito il Pokémon Forzaimmane. Maneggia abilmente e senza il minimo sforzo due grandi pilastri di cemento. Nell'anime, un esemplare di Conkeldurr di proprietà di Diapo ed evoluzione del suo Gurdurr, appare per la prima volta nel corso dell'episodio Ha inizio il torneo Donamite! (The Clubsplosion Begins!).

### Tympole
Tympole (オタマロ?, Otamaro) è un Pokémon base di tipo Acqua. Si evolve in Palpitoad con l'aumento di livello. Viene definito il Pokémon Girino. Ha l'aspetto di un girino. Produce onde sonore facendo vibrare le guance, con cui comunica con i suoi simili. In Pokémon Nero 2 e Bianco 2 è possibile ottenere nel Bosco Girandola un esemplare di Tympole di proprietà di N. Nell'anime, Tympole appare per la prima volta nel corso dell'episodio Affrontare la paura con gli occhi ben aperti! (Facing Fear with Eyes Wide Open!).

### Palpitoad
Palpitoad (ガマガル?, Gamagaru) è un Pokémon di primo stadio di tipo Acqua/Terra. Si evolve da Tympole ed evolve a sua volta in Seismitoad con l'aumento di livello. Viene definito il Pokémon Vibrazione. Vive a metà strada tra l'acqua e la terraferma. Per cacciare le sue prede, fa vibrare il bernoccolo che ha sulla testa per provocare onde o piccoli sismi o ricorre alla sua lunga lingua appiccicosa. Nell'anime, un Palpitoad di proprietà di Diapo appare per la prima volta nel corso dell'episodio La terza lotta di Ash e Diapo! (Ash and Trip's Third Battle!). Ash Ketchum ne cattura un esemplare in Affrontare la paura con gli occhi ben aperti! (Facing Fear with Eyes Wide Open!).

### Seismitoad
Seismitoad (ガマゲロゲ?, Gamageroge) è un Pokémon di secondo stadio di tipo Acqua/Terra. Si evolve da Palpitoad. Viene definito il Pokémon Vibrazione. Le protuberanze sulla sua testa contengono un liquido paralizzante, mentre le membrane disseminate sul suo corpo vengono fatte vibrare per aumentare la potenza dei suoi colpi. Nell'anime, Seismitoad appare per la prima volta nel corso della coppia di lungometraggi Il film Pokémon: Nero - Victini e Reshiram e Bianco - Victini e Zekrom.

### Throh
Throh (ナゲキ?, Nageki) è un Pokémon base di tipo Lotta. È una specie esclusivamente maschile. Viene definito il Pokémon Judo. Ha l'aspetto di un judoka, con un jūdōgi bianco sorretto da una cintura che cambia quando diventa più forte. Ha la tendenza ad affrontare avversari più grandi di lui. Nell'anime, Throh appare per la prima volta nel corso del lungometraggio Il film Pokémon: Nero - Victini e Reshiram, dove combatte contro Ash Ketchum.

### Sawk
Sawk (ダゲキ?, Dageki) è un Pokémon base di tipo Lotta. È una specie esclusivamente maschile. Viene definito il Pokémon Karate. Ha l'aspetto di un karateka, con un karate gi bianco sorretto da una cintura che gli conferisce potenza. Si allena costantemente in solitaria sulle montagne, colpendo tronchi e rocce. Nell'anime, Sawk appare per la prima volta nel corso del lungometraggio Il film Pokémon: Bianco - Victini e Zekrom, dove combatte contro Ash Ketchum.

### Sewaddle
Sewaddle (クルミル?, Kurumiru) è un Pokémon base di tipo Coleottero/Erba. Si evolve in Swadloon con l'aumento di livello. Viene definito il Pokémon Grancucito. Tagliando le foglie con la bocca e unendole insieme con i fili prodotti dalla sua bava, si cuce tutto ciò di cui ha bisogno, tra cui i suoi stessi vestiti. Nell'anime, Sewaddle appare per la prima volta nel corso dell'episodio Nel Bosco Girandola con Sewaddle e Artemisio! (Sewaddle and Burgh in Pinwheel Forest!), in cui Ash Ketchum cattura un esemplare del Pokémon.

### Swadloon
Swadloon (クルマユ?, Kurumayu) è un Pokémon di primo stadio di tipo Coleottero/Erba. Si evolve da Sewaddle ed evolve a sua volta in Leavanny tramite felicità. Viene definito il Pokémon Coprifoglia. Dimora nelle foreste ombrose e umide, che rende rigogliose trasformando le foglie morte di cui si nutre in sostanze nutritive. Per proteggersi dal freddo avvolge il proprio corpo con delle foglie. Nell'anime, Ash possiede per un periodo un esemplare di Swadloon, evoluzione del suo Sewaddle.

### Leavanny
Leavanny (ハハコモリ?, Hahakomori) è un Pokémon di secondo stadio di tipo Coleottero/Erba. Si evolve da Swadloon. Viene definito il Pokémon Balia. Ha un atteggiamento materno e protettivo nei confronti dei suoi piccoli e dei giovani Pokémon in generale; realizza spesso abiti di foglie su misura per chi ne ha bisogno, sfruttando le sue lame e il filo prodotto dalla sua bava. Nell'anime, un Leavanny di proprietà del capopalestra Artemisio appare per la prima volta nel corso dell'episodio Nel Bosco Girandola con Sewaddle e Artemisio! (Sewaddle and Burgh in Pinwheel Forest!). Ash Ketchum possiede un esemplare di Leavanny, evoluzione del suo Swadloon.

### Venipede
Venipede (フツデ?, Fushide) è un Pokémon base di tipo Coleottero/Veleno. Si evolve in Whirlipede con l'aumento di livello. Viene definito il Pokémon Centipede. È basato su un centopiedi. Dispone di un potente veleno che inietta nelle sue vittime tramite morso per paralizzarle. Sul capo e sulla coda è provvisto di organi sensoriali che fungono da ricettori. Nell'anime, Venipede appare per la prima volta nel corso dell'episodio I Venipede in fuga! (A Venipede Stampede!).

### Whirlipede
Whirlipede (ホイーガ?, Hoīga) è un Pokémon di primo stadio di tipo Coleottero/Veleno. Si evolve da Venipede ed evolve a sua volta in Scolipede con l'aumento di livello. Viene definito il Pokémon Rotopede. È protetto da un guscio resistente coperto da spine velenose. Di solito resta inattivo in attesa dell'evoluzione, ma se provocato si scaglia contro i nemici rotolando su se stesso. Nell'anime, il capopalestra Artemisio possiede un esemplare di Whirlipede utilizzato contro Ash Ketchum nell'episodio Per amore dei Pokémon Coleottero! (Battling For The Love of Bug-Types!).

### Scolipede
Scolipede (ペンドラー?, Pendorā) è un Pokémon di secondo stadio di tipo Coleottero/Veleno. Si evolve da Whirlipede. Viene definito il Pokémon Megapede. È un cacciatore letale, che incalza le sue prede con le corna, gli aculei del collo e le sue tossine. Nell'anime, Scolipede appare per la prima volta nel corso dell'episodio Il timoroso Axew! (The Bloom Is on Axew!) in cui combatte contro Iris. La capopalestra Velia possiede un esemplare del Pokémon.

### Cottonee
Cottonee (モンメン?, Monmen) è un Pokémon base di tipo Erba/Folletto. Si evolve in Whimsicott tramite l'utilizzo dell'oggetto Pietrasolare. Viene definito il Pokémon Cotonpalla. È una specie esclusiva di Pokémon Nero e Nero 2. Il suo corpo è formato da cotone leggero, che viene sospinto dal vento ma che si appesantisce se bagnato dalla pioggia, limitandone i movimenti. Si riunisce in gruppo; se attaccato crea nuvole di cotone che usa come diversivo e che ricrescono in breve tempo. Nell'anime, Cottonee appare per la prima volta nel corso dell'episodio Un Cottonee innamorato! (Cottonee in Love!).

### Whimsicott
Whimsicott (エルフーン?, Erufūn) è un Pokémon di primo stadio di tipo Erba/Folletto. Si evolve da Cottonee. Viene definito il Pokémon Spiffero. Cavalca il vento di casa in casa e si introduce al loro interno come uno spiffero, poi lascia tutto a soqquadro e sparge cotone ovunque. Nell'anime, Whimsicott appare per la prima volta nel corso del lungometraggio Il film Pokémon: Nero - Victini e Reshiram.

### Petilil
Petilil (チュリネ?, Churine) è un Pokémon base di tipo Erba. Si evolve in Lilligant tramite l'utilizzo dello strumento Pietrasolare. Viene definito il Pokémon Radice. È una specie esclusiva di Pokémon Bianco e Bianco 2, ed è solo femminile. Predilige i suoli ricchi di nutrimento e acqua fresca. Le foglie che gli crescono sul capo sono molto amare, ma hanno un effetto rinvigorente sul corpo. Nell'anime, Petilil appare nel corso del lungometraggio Il film Pokémo: Bianco - Victini e Zekrom.

### Lilligant
Lilligant (ドレディア?, Doredia) è un Pokémon di primo stadio di tipo Erba. Si evolve da Petilil. Viene definito il Pokémon Fiorfronzolo. Il grazioso fiore che gli sboccia in testa viene usato nel corteggiamento ed emette un profumo rilassante, ma è molto difficile prendersene cura. Nell'anime, Lilligant appare per la prima volta nel corso del lungometraggio Il film Pokémon: Bianco - Victini e Zekrom.

### Basculin
Basculin (バスラオ?, Basurao) è un Pokémon base di tipo Acqua. Possiede due differenti forme, denominate Linearossa e Lineablu, che differiscono solamente nella colorazione, e nella forma degli occhi e delle pinne. Viene definito il Pokémon Irruenza. Sebbene entrambe le forme siano disponibili nei videogiochi, i Basculin Linearossa sono più frequenti in Pokémon Nero e Nero 2, mentre i Lineablu in Pokémon Bianco e Bianco 2. In Leggende Pokémon: Arceus viene introdotta una terza forma, specifica della regione di Hisui, denominata Lineabianca. Sono descritti come creature molto aggressive, che litigano tra di loro e con altri Pokémon per la supremazia territoriale. Nell'anime, il capopalestra Spighetto cattura un esemplare di Basculin Lineablu nel corso dell'episodio L'intenditore di pesca finisce nella rete! (A Fishing Connoisseur in a Fishy Competition!).

### Sandile
Sandile (メグロコ?, Meguroko) è un Pokémon base di tipo Terra/Buio. Si evolve in Krokorok con l'aumento di livello. Ha l'aspetto di un coccodrillo. Viene definito il Pokémon Sabbiadrillo. Vive nascosto tra le sabbie del deserto, in cui nuota agilmente per sorprendere le sue prede e per impedire alla sua temperatura corporea di scendere. Per respirare e orizzontarsi fa emergere solo il naso e gli occhi, protetti da una membrana nera. In Pokémon Nero 2 e Bianco 2 è possibile ottenere nel Deserto della Quiete un esemplare di Sandile di proprietà di N. Nell'anime, un Sandile dotato di occhiali da sole e in seguito evolutosi in Krokorok, appare per la prima volta nel corso dell'episodio Dispettosi Sandile! (A Sandile Gusher of Change).

### Krokorok
Krokorok (ワルビル?, Warubiru) è un Pokémon di primo stadio di tipo Terra/Buio. Si evolve da Sandile ed evolve a sua volta in Krookodile con l'aumento di livello. Viene definito il Pokémon Sabbiadrillo. Vive in piccoli branchi spesso capeggiati da una femmina e in cui i maschi sono incaricsti di raccogliere cibo. La membrana che gli ricopre gli occhi lo protegge dalle tempeste di sabbia del deserto e gli permette di percepire il calore dei corpi per vedere così anche al buio. Nell'anime, un Krokorok dotato di occhiali da sole appare per la prima volta nel corso dell'episodio Ballando con i tre Ducklett! (Dancing With the Ducklett Trio!) e viene successivamente catturato da Ash Ketchum in Lotta al bullo! (Battling the Bully!).

### Krookodile
Krookodile (ワルビアル?, Warubiaru) è un Pokémon di secondo stadio di tipo Terra/Buio. Si evolve da Krokorok. Viene definito il Pokémon Minaccia. È un predatore feroce e spietato; localizza la preda anche a grande distanza tramite la sua vista acuta, si avvicina rapidamente tra la sabbia e la afferra tra le sue possenti mascelle. Nell'anime, Ash Ketchum possiede un esemplare di Krookodile, evoluzione del suo Krokorok.

### Darumaka
Darumaka (ダルマッカ?, Darumakka) è un Pokémon base di tipo Fuoco. Si evolve in Darmanitan con l'aumento di livello. Viene definito il Pokémon Daruma. È basato su una bambola daruma. Se la sua fiamma interna brucia è attivo e vivace, ma quando si smorza lo coglie il sonno. In Pokémon Nero 2 e Bianco 2 è possibile ottenere nel Deserto della Quiete un esemplare di Darumaka di proprietà di N. Nell'anime, Darumaka appare per la prima volta nel corso dell'episodio Il salvataggio di Darmanitan! (Saving Darmanitan From the Bell!).

### Darmanitan
Darmanitan (ヒヒダルマ?, Hihidaruma) è un Pokémon di primo stadio di tipo Fuoco. Si evolve da Darumaka. Viene definito il Pokémon Altefiamme. La sua fiamma interna brucia a temperature elevatissime. Gli esemplari in possesso dell'abilità Stato Zen (ダルマモード?, Daruma Mōdo), cambiano forma e aspetto quando perdono metà dei loro Punti Salute. Essi assumono la forma e la durezza di una statua e combattono con la forza dello spirito, cambiano tipo in Fuoco/Psico e subiscono un incremento della Difesa, Attacco Speciale e Difesa Speciale a discapito di Attacco e Velocità. In Pokémon Nero 2 e Bianco 2 è possibile ottenere nel Deserto della Quiete un esemplare di Darmanitan di proprietà di N. Nell'anime, Darmanitan appare per la prima volta nel corso dell'episodio Il salvataggio di Darmanitan! (Saving Darmanitan From the Bell!).

### Maractus
Maractus (マラカッチ?, Marakacchi) è un Pokémon base di tipo Erba. Viene definito il Pokémon Cactus. È un cactus che vive in zone aride. Per proteggere se stesso e i semi dei suoi fuori, scatena vivaci danze e suoni per mettere in fuga gli aggressori. Nell'anime, Maractus appare per la prima volta nel corso dell'episodio Lo straordinario trio Maractus! (A Maractus Musical!).

### Dwebble
Dwebble (イシズマイ?, Ishizumai) è un Pokémon base di tipo Coleottero/Roccia. Si evolve in Crustle con l'aumento di livello. Viene definito il Pokémon Pietracasa. Prende dimora in piccole pietre, in cui si apre un varco utilizzando il liquido corrosivo che secerne dalla bocca. Nell'anime, un esemplare di Dwebble di proprietà del capopalestra Spighetto appare per la prima volta nel corso dell'episodio Una casa per Dwebble! (A Home for Dwebble!). In Per amore dei Pokémon Coleottero! (Battling For The Love of Bug-Types!) Artemisio utilizza un Dwebble contro Ash Ketchum.

### Crustle
Crustle (イワパレス?, Iwaparesu) è un Pokémon di primo stadio di tipo Coleottero/Roccia. Si evolve da Dwebble. Viene definito il Pokémon Scogliocasa. Dimora sotto una pesante roccia, che si porta sempre dietro. Negli scontri per la supremazia con i suoi simili, vince chi distrugge la pietra del rivale. Nell'anime, il capopalestra Spighetto possiede un esemplare di Crustle, evolutosi dal suo Dwebble nel corso dell'episodio Crisi alla Cava Pietrelettrica! (Crisis at Chargestone Cave!).

### Scraggy
Scraggy (ズルッグ?, Zuruggu) è un Pokémon base di tipo Buio/Lotta. Si evolve in Scrafty con l'aumento di livello. Viene definito il Pokémon Mutapelle. Per difendersi tira su fino al collo la sua pelle floscia ed elastica, che lo protegge dai danni, mentre per attaccare ricorre a forti testate con il suo duro cranio. In Pokémon Nero 2 e Bianco 2 è possibile ottenere nel Deserto della Quiete un esemplare di Scraggy di proprietà di N. Nell'anime, Scraggy appare per la prima volta nel corso dell'episodio Uno Scraggy nato per la libertà! (Scraggy-Hatched to be Wild!). Il Pokémon, di proprietà di Ash Ketchum è stato ottenuto dalla schiusa di un uovo ricevuto nel corso di Ecco la squadra Trubbish! (Here Comes the Trubbish Squad!).

### Scrafty
Scrafty (ズルズキン?, Zuruzukin) è un Pokémon di primo stadio di tipo Buio/Lotta. Si evolve da Scraggy. Viene definito il Pokémon Furfante. Ha un carattere spavaldo e sbruffone, soprattutto quando in gruppo. Attacca con calci e sputi e si protegge con la pelle della muta. Nell'anime, Scrafty appare per la prima volta nel corso dell'episodio Il Meowth che non t'aspetti! (Meowth's Scrafty Tactics!).

### Sigilyph
Sigilyph (シンポラー?, Shinborā) è un Pokémon base di tipo Psico/Volante. Viene definito il Pokémon Pseuduccello. Anticamente custodiva una città in qualità di spirito protettore e da allora pattuglia i cieli sempre lungo lo stesso percorso. Nell'anime, Sigilyph appare per la prima volta nel corso della coppia di lungometraggi Il film Pokémon: Nero - Victini e Reshiram e Bianco - Victini e Zekrom.

### Yamask
Yamask (デスマス?, Desumasu) è un Pokémon base di tipo Spettro. Si evolve in Cofagrigus con l'aumento di livello. Viene definito il Pokémon Fatuanima. Nell'ottava generazione è stata introdotta la sua forma regionale, di tipo Terra/Spettro, la quale evolve in Runerigus. Si tratta di uno spettro nato da una persona sepolta in un'antica tomba; conserva il ricordo della sua vita precedente e una maschera riproducente il suo volto da vivo. Nell'anime, Yamask appare per la prima volta nel corso dell'episodio Una notte nel museo di Zefiropoli! (A Night in the Nacrene City Museum!). In Per amore dei Pokémon Coleottero! (Battling For The Love of Bug-Types!) James del Team Rocket cattura un esemplare di Yamask.

### Cofagrigus
Cofagrigus (デスカーン?, Desukān) è un Pokémon di primo stadio di tipo Spettro. Si evolve da Yamask. Viene definito il Pokémon Bara. Inganna le sue prede e i profanatori di tombe con il suo aspetto da sarcofago rivestito in oro, e poi li inghiottisce trasformandoli in mummie. Nell'anime, Cofagrigus appare per la prima volta nel corso dell'episodio Esploratori delle rovine dell'Eroe! (Explorers of the Hero's Ruin!).

### Tirtouga
Tirtouga (プロトーガ?, Purotōga) è un Pokémon base di tipo Acqua/Roccia. Si evolve in Carracosta con l'aumento di livello. Viene definito il Pokémon Ancestruga. Si tratta di uno dei due Pokémon resuscitati da fossile nei videogiochi della quinta generazione e il suo design è basato su una tartaruga. Abitava i mari del pianeta cento milioni di anni fa; è in grado di cacciare sia a grande profondità in mare, sia sulla terraferma. Nell'anime, Tirtouga appare per la prima volta nel corso della coppia di lungometraggi Il film Pokémon: Nero - Victini e Reshiram e Bianco - Victini e Zekrom.

### Carracosta
Carracosta (アバゴーラ?, Abagōra) è un Pokémon di primo stadio di tipo Acqua/Roccia. Si evolve da Tirtouga. Viene definito il Pokémon Ancestruga. Possiede una forza elevata e delle mascelle incredibilmente potenti, con cui divora le sue vittime per intero; i materiali duri che assimila con la sua alimentazione, come ossa e gusci, vanno a irrobustire il suo spesso carapace. Nell'anime, Carracosta appare per la prima volta nel corso della coppia di lungometraggi Il film Pokémon: Nero - Victini e Reshiram e Bianco - Victini e Zekrom.

### Archen
Archen (アーケン?, Āken) è un Pokémon base di tipo Roccia/Volante. Si evolve in Archeops con l'aumento di livello. Viene definito il Pokémon Paleouccello. Si tratta di uno dei due Pokémon resuscitati da fossile nei videogiochi della quinta generazione e il suo design è basato su un uccello. Incapace di volare nonostante le ali, inseguiva le sue prede saltando di ramo in ramo o planando silenziosamente dall'alto. Si ritiene che sia l'antenato di tutti i Pokémon uccello. Nell'anime, Archen appare per la prima volta nel corso dell'episodio Archeops nel mondo moderno! (Archeops In The Modern World!).

### Archeops
Archeops (アーケオス?, Ākeosu) è un Pokémon di primo stadio di tipo Roccia/Volante. Si evolve da Archen. Viene definito il Pokémon Paleouccello. Sebbene capace di volare, è più versato nella corsa. Caccia in branco e in modo altamente organizzato. Nell'anime, Archeops appare per la prima volta nel corso dell'episodio Archeops nel mondo moderno! (Archeops In The Modern World!).

### Trubbish
Trubbish (ヤブクロン?, Yabukoron) è un Pokémon base di tipo Veleno. Si evolve in Garbodor con l'aumento di livello.Viene definito il Pokémon Spazzatura. È formato da un sacchetto della spazzatura che ha preso vita a causa delle scorie chimiche che conteneva. È attratto dalla sporcizia e dai luoghi insalubri, e rilascia di continuo miasmi tossici. Nell'anime, Trubbish appare per la prima volta nel corso dell'episodio Ecco la squadra Trubbish! (Here Comes the Trubbish Squad!).

### Garbodor
Garbodor (ダストダス?, Dasutodasu) è un Pokémon di primo stadio di tipo Veleno. Si evolve da Trubbish.Viene definito il Pokémon Discarica. Ha una forma Gigamax. Ha l'aspetto di un cumulo di immondizia; assorbe continuamente spazzatura all'interno del suo corpo per formare liquidi e gas velenosi che spruzza dalla bocca e dall'arto destro. Nell'anime, Garbodor appare per la prima volta nel corso dell'episodio Scraggy e un'ostinata Gothita! (Scraggy and the Demanding Gothita!).

### Zorua
Zorua (ゾロア?, Zoroa) è un Pokémon base di tipo Buio. Si evolve in Zoroark con l'aumento di livello. Viene definito il Pokémon Malavolpe. Ha l'aspetto di una volpe, ma preferisce tenere celata la sua vera identità e sfruttare la sua abilità per trasformarsi in una persona o un altro Pokémon. È stato insieme a Zoroark il primo Pokémon della quinta generazione a essere rivelato. Possiede l'abilità peculiare Illusione (イリュージョン?, Iryūjon), che lo trasforma nell'ultimo Pokémon della squadra del giocatore fino a quando non subisce danni. In Pokémon Nero e Bianco Zorua è ottenibile mostrando un esemplare di Celebi ottenuto nel corso di un evento Nintendo collegato al film a un personaggio non giocante che si trova ad Austropoli. In Pokémon Nero 2 e Bianco 2 è possibile ottenere a Libecciopoli un esemplare di Zorua di proprietà di N. Nell'anime, Zorua è uno dei protagonisti del lungometraggio Pokémon: Il re delle illusioni Zoroark.

### Zoroark
Zoroark (ゾロアーク?, Zoroāku) è un Pokémon di primo stadio di tipo Buio. Si evolve da Zorua. Viene definito il Pokémon Mutevolpe. Ha l'aspetto di una volpe; è però capace di trasformarsi in gruppi di persone o Pokémon per proteggere la sua tana o i suoi simili. È stato insieme a Zorua il primo Pokémon della quinta generazione a essere rivelato. Possiede l'abilità peculiare Illusione (イリュージョン?, Iryūjon), che lo trasforma nell'ultimo Pokémon della squadra del giocatore fino a quando non subisce danni. In Pokémon Nero e Bianco Zoroark è ottenibile all'interno del Bosco Smarrimento utilizzando uno dei tre Pokémon leggendari Raikou, Entei o Suicune ottenuti tramite l'evento Nintendo collegato all'uscita del film. Nell'anime, Zoroark è uno dei protagonisti del lungometraggio Pokémon: Il re delle illusioni Zoroark. Nel film uno Zoroark di sesso femminile viene rapito da Grings Kodai e costretto ad assumere l'aspetto di Raikou, Entei e Suicune per seminare il panico a Coronopoli.

### Minccino
Minccino (チラーミィ?, Chirāmī) è un Pokémon base di tipo Normale. Si evolve in Cinccino tramite l'utilizzo dello strumento Pietrabrillo. Viene definito il Pokémon Cincillà. È basato su un cincillà. Usa la coda per salutare i suoi simili o a mo' di scopa, per spazzare la polvere della propria tana. Quando si è sporcata troppo, la lava accuratamente sotto l'acqua più pura. Nell'anime, Minccino appare per la prima volta nel corso dell'episodio All'ombra di Zekrom! (In The Shadow of Zekrom!). Belle cattura un esemplare del Pokémon in Le pulizie di Minccino! (Minccino-Neat and Tidy!).

### Cinccino
Cinccino (チラチーノ?, Chirachīno) è un Pokémon di primo stadio di tipo Normale. Si evolve da Minccino. Viene definito il Pokémon Sciarpa. La sua sciarpa e pelliccia sono protette da una patina di grasso secreto dal suo corpo, che le rende morbide e devia i colpi ricevuti. Nell'anime, Cinccino appare per la prima volta nel corso della coppia di lungometraggi Il film Pokémon: Nero - Victini e Reshiram e Bianco - Victini e Zekrom.

### Gothita
Gothita (ゴチム?, Gochimu) è un Pokémon base di tipo Psico. Si evolve in Gothorita con l'aumento di livello. Viene definito il Pokémon Fissosguardo. È una specie esclusiva di Pokémon Nero e Nero 2. Osserva con attenzione qualsiasi cosa intorno a lui, estraniandosi a volte dal suo ambiente. I suoi fiocchi sono in realtà antenne, con cui amplifica i propri poteri psichici. Nell'anime, Gothita appare per la prima volta nel corso dell'episodio Dove sei finito, Audino? (Where Did You Go, Audino?).

### Gothorita
Gothorita (ゴチミル?, Gochimiru) è un Pokémon di primo stadio di tipo Psico. Si evolve da Gothita ed evolve a sua volta in Gothitelle con l'aumento di livello. Viene definito il Pokémon Raggiro. Assorbe energia dalla luce delle stelle; oltre ai poteri psichici, possiede elevate abilità ipnotiche, con cui controlla nel sonno persone e Pokémon. Nell'anime, Gothorita appare per la prima volta nel corso della coppia di lungometraggi Il film Pokémon: Nero - Victini e Reshiram e Bianco - Victini e Zekrom.

### Gothitelle
Gothitelle (ゴチルゼル?, Gochiruzeru) è un Pokémon di secondo stadio di tipo Psico. Si evolve da Gothorita. Viene definito il Pokémon Corpoceleste. Tramite l'osservazione del moto degli astri è in grado di prevedere il futuro e anche di conoscere la durata di vita del proprio allenatore. Nell'anime, Gothitelle appare per la prima volta nel corso dell'episodio Il mondo perduto di Gothitelle! (The Lost World of Gothitelle!).

### Solosis
Solosis (ユニラン?, Yuniran) è un Pokémon base di tipo Psico. Si evolve in Duosion con l'aumento di livello. Viene definito il Pokémon Cellula. È una specie esclusiva di Pokémon Bianco e Bianco 2. Il suo aspetto è basato su una cellula; il liquido che circonda il suo corpo gli permette di sopravvivere in qualsiasi ambiente, mentre i suoi poteri psichici tengono a bada gli aggressori. Nell'anime, Solosis appare per la prima volta nel corso dell'episodio Dove sei finito, Audino? (Where Did You Go, Audino?).

### Duosion
Duosion (ダブラン?, Daburan) è un Pokémon di primo stadio di tipo Psico. Si evolve da Solosis ed evolve a sua volta in Reuniclus con l'aumento di livello. Viene definito il Pokémon Scissione. È scisso in due entità separate con due cervelli pensanti distinti; quando i due collaborano riesce a esprimere la sua massima potialità, altrimenti finisce per fare cose senza senso. Nell'anime, Duosion appare per la prima volta nel corso della coppia di lungometraggi Il film Pokémon: Nero - Victini e Reshiram e Bianco - Victini e Zekrom. Un esemplare di proprietà dell'agente Jenny è inoltre presente nell'episodio Beheeyem, Duosion e il Ladro di Sogni! (Beheeyem, Duosion and the Dream Thief!).

### Reuniclus
Reuniclus (ランクルス?, Rankurusu) è un Pokémon di secondo stadio di tipo Psico. Si evolve da Duosion. Viene definito il Pokémon Espansione. Il liquido che avvolge il suo corpo ne convoglia e amplifica i poteri psichici, tuttavia all'occorrenza può ricorrere anche alla forza delle proprie braccia. Nell'anime, Reuniclus appare per la prima volta nel corso del lungometraggio Il film Pokémon: Bianco - Victini e Zekrom.

### Ducklett
Ducklett (コアルヒー?, Koaruhī) è un Pokémon base di tipo Acqua/Volante. Si evolve in Swanna con l'aumento di livello. Viene definito il Pokémon Alacquatico. È un uccello adattato alla vita acquatica, tanto che è più versato nel nuoto che nel volo. Si immerge per raggiungere le piante marine di cui si nutre. Nell'anime, Ducklett appare per la prima volta nel corso dell'episodio Ballando con i tre Ducklett! (Dancing With the Ducklett Trio!).

### Swanna
Swanna (スワンナ?, Suwanna) è un Pokémon di primo stadio di tipo Acqua/Volante. Si evolve da Ducklett. Viene definito il Pokémon Biancuccello. È un elegante uccello bianco che ama ballare in gruppo al sorgere del sole. Sfrutta il suo becco e il lungo collo come una molla per attaccare. Nell'anime, Swanna appare per la prima volta nel corso dell'episodio All'ombra di Zekrom! (In The Shadow of Zekrom!). La capopalestra Anemone schiera il suo Swanna contro Spighetto e Ash Ketchum. Anche Cameron possiede un esemplare del Pokémon che alla Lega Pokémon di Unima schiera contro Ash, venendo battuto.

### Vanillite
Vanillite (バニプッチ?, Banipucchi) è un Pokémon base di tipo Ghiaccio. Si evolve in Vanillish con l'aumento di livello. Viene definito il Pokémon Nevefresca. È stato creato da James Turner basandosi su una stalattite. È in grado di produrre un fiato gelido dal proprio corpo e di far nevicare. Nell'anime, un esemplare di Vanillite di proprietà di Diapo appare per la prima volta nel corso dell'episodio La terza lotta di Ash e Diapo! (Ash and Trip's Third Battle!).

### Vanillish
Vanillish (バニリッチ?, Baniricchi) è un Pokémon di primo stadio di tipo Ghiaccio. Si evolve da Vanillite ed evolve a sua volta in Vanilluxe con l'aumento di livello. Viene definito il Pokémon Geloneve. Il suo corpo è formato da ghiaccio e neve, e per questo vive sulle montagne innevate. Produce cristalli di ghiaccio raffreddando l'aria, con cui poi congela i suoi avversari. Nell'anime, Vanillish appare per la prima volta nel corso dell'episodio Accelguardiano, alla riscossa! (The Mighty Accelguard to the Rescue!).

### Vanilluxe
Vanilluxe (バイバニラ?, Baibanira) è un Pokémon di primo stadio di tipo Ghiaccio. Si evolve da Vanillish. Viene definito il Pokémon Bufera. Nel Pokédex viene descritto come la fusione di due Vanillish, che continuano a mantenere personalità distinte. Assorbe grandi quantità d'acqua per formare nubi di neve e scatenare così violente tormente. Nell'anime, Vanilluxe appare per la prima volta nel corso dell'episodio Attenti ai Ferroseed! (Crisis at Ferroseed Research!).

### Deerling
Deerling (シキジカ?, Shikijika) è un Pokémon base di tipo Normale/Erba. Si evolve in Sawsbuck con l'aumento di livello. Viene definito il Pokémon Stagione. La sua pelliccia assume quattro differenti colorazioni dipendenti dalla stagione del gioco: rosa in primavera, verde in estate, arancione in autunno e marrone in inverno. Nell'anime, nell'episodio Entrino Iris e Axew! (Enter Iris and Axew!), Ash Ketchum tenta invano di catturare un esemplare del Pokémon nella sua Forma Primavera. Nella coppia di lungometraggi Il film Pokémon: Nero - Victini e Reshiram e Bianco - Victini e Zekrom sono presenti Deerling nelle Forme Estate e Autunno.

### Sawsbuck
Sawsbuck (メブキジカ?, Mebukijika) è un Pokémon di primo stadio di tipo Normale/Erba. Si evolve da Deerling. Viene definito il Pokémon Stagione. Cambia d'aspetto a seconda delle stagioni: le sue corna ospitano fiori in primavera, foglie verdi in estate e rosse in autunno. Nella stagione invernale la sua pelliccia si tinge di bianco e le sue corna diventano dei rami spogli. Nell'anime, nella coppia di lungometraggi Il film Pokémon: Nero - Victini e Reshiram e Bianco - Victini e Zekrom sono presenti Sawsbuck nelle Forme Estate e Autunno.

### Emolga
Emolga (エモンガ?, Emonga) è un Pokémon base di tipo Elettro/Volante. Viene definito il Pokémon Petauro. Il suo aspetto è basato su un petauro, con una membrana tra arti superiori e inferiori, che gli permette di planare. Produce elettricità all'interno delle guance, rilasciandola per planare e allontanare i Pokémon uccello così da assicurarsi il cibo. Nell'anime, Emolga appare per la prima volta nel corso dell'episodio L'irresistibile Emolga! (Emolga the Irresistible!) in cui Iris ne cattura un esemplare. La capopalestra Camelia utilizza un esemplare del Pokémon durante il suo incontro con Ash Ketchum.

### Karrablast
Karrablast (カプルモ?, Kaburumo) è un Pokémon base di tipo Coleottero. Si evolve in Escavalier se scambiato per Shelmet. Viene definito il Pokémon Addentatore. È misteriosamente attratto da Shelmet, dal quale riceve uno stimolo elettrico che ne favorisce l'evoluzione. Si protegge spruzzando acido dalla bocca. Nell'anime, la Professoressa Aralia ha posseduto un esemplare di Karrablast, scambiato nel corso dell'episodio Un avvincente scambio evolutivo! (Evolution Exchange Excitement!) per lo Shelmet di Belle e quindi evolutosi in Escavalier.

### Escavalier
Escavalier (シュバルゴ?, Shubarugo) è un Pokémon di primo stadio di tipo Coleottero/Acciaio. Si evolve da Karrablast. Viene definito il Pokémon Cavaliere. Ha l'aspetto di un cavaliere, con vistoso cimiero e due lance appuntite. Durante l'evoluzione si è appropriato della conchiglia di Shelmet, che ora protegge il suo corpo insieme ad altri pezzi d'armatura. Nell'anime, Escavalier appare per la prima volta nel corso dell'episodio L'ora del cinema! Zorua in "La leggenda del cavaliere Pokémon"! (Movie Time! Zorua in "The Legend of the Pokémon Knight"!). Belle ottiene un esemplare di Escavalier, da uno scambio con la Professoressa Aralia.

### Foongus
Foongus (タマゲタケ?, Tamagetake) è un Pokémon base di tipo Erba/Veleno. Si evolve in Amoonguss con l'aumento di livello. Viene definito il Pokémon Fungo. È un fungo con un aspetto da Poké Ball, il quale sfrutta questa somiglianza per attirare i Pokémon e attaccarli con le sue spore velenose. Nell'anime, Foongus appare per la prima volta nel corso dell'episodio Affrontare la paura con gli occhi ben aperti! (Facing Fear with Eyes Wide Open!).

### Amoonguss
Amoonguss (モロバレル?, Morobareru) è un Pokémon di primo stadio di tipo Erba/Veleno. Si evolve da Foongus. Viene definito il Pokémon Fungo. Muove il suo corpo e i suoi arti a forma di Poké Ball a tempo di danza per attirare le prede. Nell'anime, Amoonguss appare per la prima volta nel corso dell'episodio Le quattro stagioni di Sawsbuck! (The Four Seasons of Sawsbuck!). James del Team Rocket possiede un esemplare del Pokémon.

### Frillish
Frillish (プルリル?, Pururiru) è un Pokémon base di tipo Acqua/Spettro. Si evolve in Jellicent con l'aumento di livello. Viene definito il Pokémon Fluttuante. Presenta differenze tra i sessi: i Frillish di sesso maschile sono di colore blu, mentre le femmine sono di colore rosa. Sono inoltre presenti leggere differenze nella forma del corpo, nel colore degli occhi e nell'espressione del volto. Tramite i suoi tentacoli velenosi paralizza le sue prede al contatto e le trascina in fondo al mare. Nell'anime, un Frillish di sesso maschile appartenente a Diapo appare per la prima volta nel corso dell'episodio Una lotta tra rivali! (A Rival Battle for Club Champ!). Jessie del Team Rocket possiede un esemplare femmina di Frillish.

### Jellicent
Jellicent (ブルンゲル?, Burungeru) è un Pokémon di primo stadio di tipo Acqua/Spettro. Si evolve da Frillish. Viene definito il Pokémon Fluttuante. Presenta differenze tra i sessi: i Jellicent di sesso maschile sono di colore blu, mentre le femmine sono di colore rosa. Sono inoltre presenti leggere differenze nella forma del corpo, nel colore degli occhi e nell'espressione del volto. È attratto dalle navi che attraversano il suo territorio, poiché desidera nutrirsi dell'energia vitale dei passeggeri. È composto prevalentemente da acqua di mare, che espelle in parte per spostarsi. Nell'anime, Jellicent appare per la prima volta nel corso della coppia di lungometraggi Il film Pokémon: Nero - Victini e Reshiram e Bianco - Victini e Zekrom. Nel manga Pokémon - La grande avventura la Superquattro Antemia utilizza un Jellicent di sesso femminile.

### Alomomola
Alomomola (ママンボウ?, Mamanbō) è un Pokémon base di tipo Acqua. Viene definito il Pokémon Assistenza. Vive al largo, in acque profonde. Utilizza una speciale mucosa che gli ricopre il corpo per curare Pokémon e persone ferite. Nell'anime, Alomomola appare per la prima volta nel corso dell'episodio All'ombra di Zekrom! (In The Shadow of Zekrom!).

### Joltik
Joltik (バチュル?, Bachuru) è un Pokémon base di tipo Coleottero/Elettro. Si evolve in Galvantula con l'aumento di livello. Viene definito il Pokémon Appiccicante. Non è in grado di produrre elettricità e quindi ne accumula succhiando l'energia elettrostatica da Pokémon più grandi o da prese di corrente. In Pokémon Nero 2 e Bianco 2 nella Cava Pietrelettrica è possibile ottenere un esemplare di Joltik di proprietà di N. Nell'anime, Joltik appare per la prima volta nel corso dell'episodio La conchiglia perduta di Oshawott! (Oshawott's Lost Scalchop!).

### Galvantula
Galvantula (デンチュラ?, Denchura) è un Pokémon di primo stadio di tipo Coleottero/Elettro. Si evolve da Joltik. Viene definito il Pokémon Elettroragno. È basato su un ragno, e come tale può produrre dei fili elettrificati per catturare le prede o formare una barriera contro i nemici. Nell'anime, Galvantula appare per la prima volta nel corso dell'episodio Uno Scraggy nato per la libertà! (Scraggy-Hatched to be Wild!).

### Ferroseed
Ferroseed (テッシード?, Tesseed) è un Pokémon base di tipo Erba/Acciaio. Si evolve in Ferrothorn con l'aumento di livello. Viene definito il Pokémon Spinaseme. Si attacca alle pareti delle grotte per assorbire i minerali dalle rocce; se minacciato, spara i suoi aculei e si allontana rotolando. In Pokémon Nero 2 e Bianco 2 nella Cava Pietrelettrica è possibile ottenere un esemplare di Ferroseed di proprietà di N. Nell'anime, Ferroseed appare per la prima volta nel corso dell'episodio Attenti ai Ferroseed! (Crisis at Ferroseed Research!).

### Ferrothorn
Ferrothorn (ナットレイ?, Nattorei) è un Pokémon di primo stadio di tipo Erba/Acciaio. Si evolve da Ferroseed. Viene definito il Pokémon Spinasfere. Si appende alle pareti delle grotte per sorprendere le sue prede. Attacca sfruttando i suoi tre arti chiodati o sparando i suoi aculei.

### Klink
Klink (ギアル?, Giaru) è un Pokémon base di tipo Acciaio. Si evolve in Klang con l'aumento di livello. Viene definito il Pokémon Ingranaggio. È formato da due ingranaggi che possono unirsi solo tra di loro e che ruotano per produrre l'energia di cui necessita. In Pokémon Nero 2 e Bianco 2 è possibile ottenere nella Cava Pietrelettrica un esemplare di Klink di proprietà di N. Nell'anime, Klink appare per la prima volta nel corso della coppia di lungometraggi Il film Pokémon: Nero - Victini e Reshiram e Bianco - Victini e Zekrom.

### Klang
Klang (ギギアル?, Gigiaru) è un Pokémon di primo stadio di tipo Acciaio. Si evolve da Klink ed evolve a sua volta in Klinklang con l'aumento di livello. Viene definito il Pokémon Ingranaggio. È formato da un ingranaggio più grande e uno più piccolo, con cui attacca i nemici. La sua velocità di rotazione ne indica lo stato d'animo: più è veloce più è arrabbiato. Nell'anime, Klang appare per la prima volta nel corso della coppia di lungometraggi Il film Pokémon: Nero - Victini e Reshiram e Bianco - Victini e Zekrom.

### Klinklang
Klinklang (ギギギアル?, Gigigiaru) è un Pokémon di secondo stadio di tipo Acciaio. Si evolve da Klang. Viene definito il Pokémon Ingranaggio. L'ingranaggio rosso alla base accumula energia ruotando e la trasferisce alla ruota dentata più piccola per attaccare. Nell'anime, Klinklang appare per la prima volta nel corso della coppia di lungometraggi Il film Pokémon: Nero - Victini e Reshiram e Bianco - Victini e Zekrom.

### Tynamo
Tynamo (シビシラス?, Shibishirasu) è un Pokémon base di tipo Elettro. Si evolve in Eelektrik con l'aumento di livello. Viene definito il Pokémon Elettropesce. È basato su un pesce elettrico in grado di produrre una moderata scarica elettrica. Per incrementare la potenza delle loro scosse si raggruppano in grossi branchi. Nell'anime, un esemplare di Tynamo di proprietà della capopalestra Camelia appare per la prima volta nel corso dell'episodio Una lotta sfavillante nella palestra di Sciroccopoli! (Dazzling the Nimbasa Gym!).

### Eelektrik
Eelektrik (シビビール?, Shibibīru) è un Pokémon di primo stadio di tipo Elettro. Si evolve da Tynamo ed evolve a sua volta in Eelektross tramite l'utilizzo dello strumento Pietratuono. Viene definito il Pokémon Elettropesce. Produce energia negli organi circolari ai lati del corpo e la utilizza per stordire le sue prede, per poi ingoiarle intere. Nell'anime, Eelektrik appare per la prima volta nel corso della coppia di lungometraggi Il film Pokémon: Nero - Victini e Reshiram e Bianco - Victini e Zekrom.

### Eelektross
Eelektross (シビルドン?, Shibirudon) è un Pokémon di secondo stadio di tipo Elettro. Si evolve da Eelektrik. Viene definito il Pokémon Elettropesce. Conficca i denti nelle sue prede e le folgora tramite potenti scariche elettriche. Nell'anime, un esemplare di Eelektross di proprietà del Capometrò Torn appare per la prima volta nel corso dell'episodio Lotta metropolitana! (Battle For The Underground!).

### Elgyem
Elgyem (リグレー?, Rigurē) è un Pokémon base di tipo Psico. Si evolve in Beheeyem con l'aumento di livello. Viene definito il Pokémon Cervello. Il suo aspetto attinge agli stereotipi sugli alieni, viene infatti descritto come una creatura comparsa misteriosamente nel deserto in seguito allo schianto di un UFO. Possiede estesi poteri psichici con cui comprime il cervello altrui e provoca forti emicranie nei suoi avversari. Nell'anime, Elgyem appare per la prima volta nel corso dell'episodio Un UFO per Elgyem! (A UFO for Elgyem!).

### Beheeyem
Beheeyem (オーベム?, Ōbemu) è un Pokémon di primo stadio di tipo Psico. Si evolve da Elgyem. È una razza aliena basata sul mostro dagli occhi da insetto. Viene definito il Pokémon Cervello. È in grado di controllare il cervello dei suoi avversari e di riscriverne i ricordi. Facendo lampeggiare le sue dita colorate comunica coi suoi simili in un linguaggio sconosciuto. Nell'anime, Beheeyem appare per la prima volta nel corso dell'episodio Beheeyem, Duosion e il ladro di sogni! (Beheeyem, Duosion and the Dream Thief!).

### Litwick
Litwick (ヒトモシ?, Hitomoshi) è un Pokémon base di tipo Spettro/Fuoco. Si evolve in Lampent con l'aumento di livello. Viene definito il Pokémon Candela. Ha l'aspetto di una candela, che brucia quando assorbe l'energia vitale di Pokémon ed esseri umani che gli si trovano intorno. Nell'anime, Litwick appare per la prima volta nel corso dell'episodio Paura alla villa dei Litwick! (Scare at the Litwick Mansion!).

### Lampent
Lampent (ランプラー?, Ranpurā) è un Pokémon di primo stadio di tipo Spettro/Fuoco. Si evolve da Litwick ed evolve a sua volta in Chandelure tramite l'utilizzo dello strumento Neropietra. Viene definito il Pokémon Lanterna. Ha l'aspetto di una lanterna, che brucia con la fiamma risucchiata dagli spiriti vaganti. Per questo si trova spesso nei cimiteri o in prossimità di persone in fin di vita. Nell'anime, un Lampent di proprietà di Diapo appare per la prima volta nel corso dell'episodio I Venipede in fuga! (A Venipede Stampede!).

### Chandelure
Chandelure (シャンデラ?, Shandera) è un Pokémon di secondo stadio di tipo Spettro/Fuoco. Si evolve da Lampent. Viene definito il Pokémon Attiranime. Ipnotizza gli avversari facendo tremolare le fiammelle che ha sugli arti, e poi assorbe le loro anime per bruciarle tra le sue fiamme. Nell'anime, un esemplare di Chandelure appartenente al Capometrò Andy appare per la prima volta nel corso dell'episodio Lotta metropolitana! (Battle For The Underground!).

### Axew
Axew (キバゴ?, Kibago) è un Pokémon base di tipo Drago. Si evolve in Fraxure con l'aumento di livello. Viene definito il Pokémon Zanna. Usa le zanne per sminuzzare bacche o incidere la corteccia degli alberi per marcare il territorio; poiché sono ancora fragili, le zanne si spezzano di frequente, ma ricrescono ogni volta più dure e robuste. Nell'anime, un esemplare di Axew di proprietà di Iris appare per la prima volta nel corso dell'episodio All'ombra di Zekrom! (In The Shadow of Zekrom!).

### Fraxure
Fraxure (オノンド?, Onondo) è un Pokémon di primo stadio di tipo Drago. Si evolve da Axew ed evolve a sua volta in Haxorus con l'aumento di livello. Viene definito il Pokémon Mascellascia. Ha zanne estremamente dure e forti, che però non ricrescono se si spezzano; per questo se ne prende sempre grande cura dopo ogni lotta. Nell'anime, Fraxure appare per la prima volta nel corso dell'episodio L'energia dei sogni! (Dreams by the Yard Full!).

### Haxorus
Haxorus (オノノクス?, Ononokusu) è un Pokémon di secondo stadio di tipo Drago. Si evolve da Fraxure. Viene definito il Pokémon Mascellascia. Attacca con le robuste zanne che gli sporgono ai lati della testa e si protegge grazie alla sua spessa corazza. In Pokémon Nero 2 e Bianco 2 un esemplare cromatico del Pokémon è disponibile all'interno della Riserva Naturale. Nell'anime, Haxorus appare per la prima volta nel corso dell'episodio L'energia dei sogni! (Dreams by the Yard Full!). Aristide, inoltre, possiede un esemplare del Pokémon.

### Cubchoo
Cubchoo (クマシュン?, Kumashun) è un Pokémon base di tipo Ghiaccio. Si evolve in Beartic con l'aumento di livello. Viene definito il Pokémon Freddo. Ha il naso sempre gocciolante e ne sfrutta il muco per attaccare; se è in salute la goccia è viscosa e le sue mosse aumentano di efficacia. Nell'anime, Cubchoo appare per la prima volta nel corso dell'episodio La faida dei Beartic in montagna! (The Beartic Mountain Feud!).

### Beartic
Beartic (ツンベアー?, Tsunbeaa) è un Pokémon di primo stadio di tipo Ghiaccio. Si evolve da Cubchoo. Viene definito il Pokémon Glaciale. Abita i freddi mari del nord. Può creare puntoni di ghiaccio congelando il suo stesso respiro da usare come armi. Nell'anime, Beartic appare per la prima volta nel corso dell'episodio Iris ed Excadrill contro l'annientadraghi! (Iris and Excadrill Against the Dragon Buster!). Nel manga Pokémon - La grande avventura il capopalestra Silvestro possiede un esemplare del Pokémon.

### Cryogonal
Cryogonal (フリージオ?, Furījio) è un Pokémon base di tipo Ghiaccio. Viene definito il Pokémon Cristallo. È un cristallo di ghiaccio che si scioglie all'aumentare della temperatura e si risolidifica quando raffredda. Caccia e cattura le sue prede con catene di cristalli di ghiaccio, per poi congelarle. Nell'anime, un esemplare di Cryogonal appartenente al capopalestra Silvestro appare per la prima volta nel corso dell'episodio Attenzione: pericolo ghiaccio! (Caution: Icy Battle Conditions!).

### Shelmet
Shelmet (チョボマキ?, Chobomaki) è un Pokémon base di tipo Coleottero. Si evolve in Accelgor se scambiato per Karrablast. Viene definito il Pokémon Lumachina. Ha l'aspetto di una lumaca che abita una conchiglia; se minacciato si rinchiude al suo interno e spruzza veleno da una fessura. Nell'anime, nell'episodio Camelia, una capopalestra elettrizzante! (Enter Elesa, Electrifying Gym Leader!) Belle utilizza un esemplare di Shelmet contro la capopalestra Camelia. In Un avvincente scambio evolutivo! (Evolution Exchange Excitement!) Belle scambia il suo Pokémon con la Professoressa Aralia.

### Accelgor
Accelgor (アギルダー?, Agirudā) è un Pokémon di primo stadio di tipo Coleottero. Si evolve da Shelmet. Viene definito il Pokémon Sgusciato. Evolvendosi ha perso la conchiglia ma ne ha guadagnato in velocità. Avvolge il suo corpo in una membrana protettiva che ne previene l'essiccazione e spruzza sui suoi avversari un liquido velenoso. Nell'anime, Accelgor appare per la prima volta nel corso dell'episodio Accelguardiano, alla riscossa! (The Mighty Accelguard to the Rescue!). La Professoressa Aralia possiede un esemplare del Pokémon, evoluzione dello Shelmet ottenuto da Belle.

### Stunfisk
Stunfisk (マッギョ?, Maggyo) è un Pokémon base di tipo Terra/Elettro. Viene definito il Pokémon Trappola. Aspetta pazientemente le sue prede sepolto sotto la fanghiglia e poi le attacca con scariche elettriche paralizzanti. Nell'anime, Stunfisk appare per la prima volta nel corso dell'episodio Affrontare la paura con gli occhi ben aperti! (Facing Fear with Eyes Wide Open!), in cui Spighetto cattura un esemplare del Pokémon.

### Mienfoo
Mienfoo (コジョフー?, Kojofū) è un Pokémon base di tipo Lotta. Si evolve in Mienshao con l'aumento di livello. Viene definito il Pokémon Marziale. Vive in piccoli gruppi, i cui membri si allenano costantemente per migliorare le loro mosse. Sopperisce alla sua scarsa potenza con la sua velocità e con lunghe combinazioni di attacchi. Nell'anime, Mienfoo appare per la prima volta nel corso dell'episodio La faida dei Beartic in montagna! (The Beartic Mountain Feud!).

### Mienshao
Mienshao (コジョンド?, Kojondo) è un Pokémon di primo stadio di tipo Lotta. Si evolve da Mienfoo. Viene definito il Pokémon Marziale. Utilizza i peli che gli crescono sugli arti anteriori a mo' di fruste, per scoccare colpi così rapidi da risultare invisibili a occhio nudo. Nell'anime, Mienshao appare per la prima volta nel corso dell'episodio Nuove emozioni al torneo Donamite! (Search for the Clubultimate!).

### Druddigon
Druddigon (クリムガン?, Kurimugan) è un Pokémon base di tipo Drago. Viene definito il Pokémon Grotta. Preda in anguste caverne, caricando le vittime con il suo corpo ricoperto da uno strato di pelle duro come la roccia e ricorrendo ai suoi artigli e ai suoi denti affilati. Nell'anime, Druddigon appare per la prima volta nel corso dell'episodio Il cammino del Maestro Drago! (Dragon Master's Path!). La capopalestra Sandra cattura inoltre un esemplare cromatico del Pokémon.

### Golett
Golett (ゴビット?, Gobitto) è un Pokémon base di tipo Terra/Spettro. Si evolve in Golurk con l'aumento di livello. Viene definito il Pokémon Statuanimata. È uno dei Pokémon disegnati da James Turner. Si tratta di una statua d'argilla animata in tempi antichi utilizzando conoscenze scientifiche ormai dimenticate; la sua fonte di energia è sconosciuta. Nell'anime, Golett appare per la prima volta nel corso dell'episodio L'ora del cinema! Zorua in "La leggenda del cavaliere Pokémon"! (Movie Time! Zorua in "The Legend of the Pokémon Knight"!).

### Golurk
Golurk (ゴルーグ?, Goruugu) è un Pokémon di primo stadio di tipo Terra/Spettro. Si evolve da Golett. Viene definito il Pokémon Statuanimata. È stato creato da James Turner traendo ispirazione dal leggendario Golem di Praga. Si dice che sia stato creato in tempi antichi per proteggere umani e Pokémon. È mosso da un'energia misteriosa che gli permette di volare alla velocità del suono. Ha sul petto un sigillo che ne limita la potenza e che se rimosso sprigiona una furia incontrollata. Nell'anime, Golurk appare per la prima volta nel corso della coppia di lungometraggi Il film Pokémon: Nero - Victini e Reshiram e Bianco - Victini e Zekrom.

### Pawniard
Pawniard (コマタナ?, Komatana) è un Pokémon base di tipo Buio/Acciaio. Si evolve in Bisharp con l'aumento di livello. Viene definito il Pokémon Lamaffilata. Ha il corpo ricoperto da lame affilate, con cui affetta i suoi avversari. Se le lame si smussano le affila accuratamente tramite delle pietre. Nell'anime, Pawniard appare per la prima volta nel corso dell'episodio Spighetto contro Diapo, Ash contro Georgia! (Cilan Versus Trip, Ash Versus Georgia!!).

### Bisharp
Bisharp (キリキザン?, Kirikizan) è un Pokémon di primo stadio di tipo Buio/Acciaio. Si evolve da Pawniard. Viene definito il Pokémon Fildilama. Comanda un gruppo di Pawniard che attaccano le prede su suo ordine; si scomoda solo per infliggere il colpo di grazia. Se è sconfitto deve abbandonare il ruolo di comando. Pokémon Scarlatto e Violetto ha ricevuto un'evoluzione: Kingambit. Nell'anime, Bisharp appare per la prima volta nel corso dell'episodio Nuove emozioni al torneo Donamite! (Search for the Clubultimate!), evoluzione del Pawniard di Georgia. Nella finale della Lega Pokémon di Kalos, Alan schiera un Bisharp contro Ash Ketchum.

### Bouffalant
Bouffalant (バッフロン?, Baffuron) è un Pokémon base di tipo Normale. Viene definito il Pokémon Sfondatoro. Carica a testa bassa ogni minaccia al suo territorio; la forza d'impatto delle incornate viene attutita dalla sua folta pelliccia. Nell'anime, un esemplare di Bouffalant di proprietà del Superquattro Nardo appare per la prima volta nel corso dell'episodio La terza lotta di Ash e Diapo! (Ash and Trip's Third Battle!).

### Rufflet
Rufflet (ワシボン?, Washibon) è un Pokémon base di tipo Normale/Volante. Si evolve in Braviary con l'aumento di livello. Viene definito il Pokémon Aquilotto. È una specie esclusiva di Pokémon Bianco e Bianco 2 e unicamente maschile. È un aquilotto dal temperamento focoso e combattivo; sfida con coraggio avversari più forti di lui per irrobustirsi. Sfrutta le sue zampe e i suoi artigli per attaccare le sue prede. Nell'anime, Rufflet appare per la prima volta nel corso del lungometraggio Il film Pokémon: Bianco - Victini e Zekrom.

### Braviary
Braviary (ウォーグル?, Wōguru) è un Pokémon di primo stadio di tipo Normale/Volante. Si evolve da Rufflet. Viene definito il Pokémon Baldanza. È considerato l'intrepido guerriero del cielo per via della sua natura fiera e coraggiosa; non esita a mettere a repentaglio la sua vita per proteggere i suoi compagni. Nell'anime, Braviary appare per la prima volta nel corso della coppia di lungometraggi Il film Pokémon: Nero - Victini e Reshiram e Bianco - Victini e Zekrom.

### Vullaby
Vullaby (バルチャイ?, Baruchai) è un Pokémon base di tipo Buio/Volante. Si evolve in Mandibuzz con l'aumento di livello. Viene definito il Pokémon Pannolino. È una specie esclusiva di Pokémon Nero e Nero 2 e unicamente femminile. Poiché le sue ali non sono ancora sviluppate al punto da permetterle di volare, è vulnerabile ai predatori e si protegge quindi con ossa ricevute da Mandibuzz. Nell'anime, Vullaby appare per la prima volta nel corso dell'episodio Problemi di disciplina! (Unrest at the Nursery!).

### Mandibuzz
Mandibuzz (バルジーナ?, Barujīna) è un Pokémon di primo stadio di tipo Buio/Volante. Si evolve da Vullaby. Viene definito il Pokémon Ossaquila. Scandaglia il territorio dal cielo in cerca di prede, preferibilmente deboli o ferite, che afferra e trasporta poi al suo nido. Utilizza le ossa raccolte per costruire il suo nido o come decorazione. Nell'anime, Mandibuzz appare per la prima volta nel corso dell'episodio Il Meowth che non t'aspetti! (Meowth's Scrafty Tactics!).

### Heatmor
Heatmor (クイタラン?, Kuitaran) è un Pokémon base di tipo Fuoco. Viene definito il Pokémon Formichiere. È basato su un formichiere. Alimenta le sue fiamme con aria aspirata dall'apertura posta sulla coda. Le sue prede preferite sono i Durant. Nell'anime, Heatmor appare per la prima volta nel corso del lungometraggio Il film Pokémon: Bianco - Victini e Zekrom.

### Durant
Durant (アイアント?, Aianto) è un Pokémon base di tipo Coleottero/Acciaio. Viene definito il Pokémon Ferformica. È basato su una formica protetta da un'armatura d'acciaio. Vive in colonie scavate tra le montagne per proteggersi dal suo predatore naturale Heatmor. Nell'anime, Durant appare per la prima volta nel corso dell'episodio Lotta al ladro di foglie! (Battling the Leaf Thieves!).

### Deino
Deino (モノズ?, Monozu) è un Pokémon base di tipo Buio/Drago. Si evolve in Zweilous con l'aumento di livello. Viene definito il Pokémon Impeto. È quasi cieco, per questo si muove a tentoni, sbattendo di continuo e mordendo e mangiando tutto quello in cui incappa. Nell'anime, Deino appare per la prima volta nel corso dell'episodio Il Deino solitario! (The Lonely Deino!).

### Zweilous
Zweilous (ジヘッド?, Jiheddo) è un Pokémon di primo stadio di tipo Buio/Drago. Si evolve da Deino ed evolve a sua volta in Hydreigon con l'aumento di livello. Viene definito il Pokémon Irruenza. È una creatura bicefala, le cui due teste non vanno d'accordo e fanno a gara per chi mangia di più. Nell'anime, Zweilous appare per la prima volta nel corso dell'episodio Ritorno a casa! (A Village Homecoming!).

### Hydreigon
Hydreigon (サザンドラ?, Sazandora) è un Pokémon di secondo stadio di tipo Buio/Drago. Si evolve da Zweilous. Viene definito il Pokémon Brutale. Possiede tre paia d'ali e altrettante teste, di cui due posizionate sugli arti anteriori e prive di cervello. È aggressivo e brutale e attacca tutto ciò che si muove. Nell'anime, Hydreigon appare per la prima volta nel corso della coppia di lungometraggi Il film Pokémon: Nero - Victini e Reshiram e Bianco - Victini e Zekrom. Cameron nel corso dell'episodio L'arma segreta di Cameron! (Cameron's Secret Weapon!) utilizza un esemplare di Hydreigon contro Ash Ketchum.

### Larvesta
Larvesta (メラルバ?, Meraruba) è un Pokémon base di tipo Coleottero/Fuoco. Si evolve in Volcarona con l'aumento di livello. Viene definito il Pokémon Torcia. Vive in prossimità dei vulcani e attacca i nemici con fiamme prodotte dai suoi cinque corni. Quando è sul punto di evolversi, avvolge il suo intero corpo tra le fiamme. In Pokémon Nero e Bianco non si trova allo stato selvatico, ma è possibile ottenere un uovo di Larvesta. Nell'anime, Larvesta appare per la prima volta nel corso dell'episodio Cuori e furori al Torneo del Club: Emolga contro Sawk! (The Club Battle Hearts of Fury, Emolga Versus Sawk!). Nel manga Pokémon Adventures uno dei membri del Trio Oscuro utilizza un esemplare di Larvesta.

### Volcarona
Volcarona (ウルガモス?, Urugamosu) è un Pokémon di primo stadio di tipo Coleottero/Fuoco. Si evolve da Larvesta. Viene definito il Pokémon Sole. È considerato l'incarnazione del sole, apparso per portare calore e salvare umani e Pokémon dal freddo. Sparge scaglie infuocate dalle ali per creare intorno a sé un mare di fuoco. Nell'anime, Volcarona appare per la prima volta nel corso della coppia di lungometraggi Il film Pokémon: Nero - Victini e Reshiram e Bianco - Victini e Zekrom.

### Cobalion
Cobalion (コバルオン?, Kobaruon) è un Pokémon base di tipo Acciaio/Lotta. Viene definito il Pokémon Metalcuore. Si tratta di un Pokémon leggendario ispirato al personaggio di Athos de I tre moschettieri. È calmo e posato ma ha una volontà ferrea. È comparso insieme ai suoi compagni per difendere i Pokémon dagli abusi degli uomini. Nell'anime, Cobalion è uno dei protagonisti del lungometraggio Il film Pokémon - Kyurem e il solenne spadaccino.

### Terrakion
Terrakion (テラキオン?, Terakion) è un Pokémon base di tipo Roccia/Lotta. Viene definito il Pokémon Caverna. Si tratta di un Pokémon leggendario ispirato al personaggio di Porthos de I tre moschettieri. Con le sue cariche è un grado di abbattere intere costruzioni. Nell'anime, Terrakion è uno dei protagonisti del lungometraggio Il film Pokémon - Kyurem e il solenne spadaccino.

### Virizion
Virizion (ビリジオン?, Birijion) è un Pokémon base di tipo Erba/Lotta. Viene definito il Pokémon Prateria. Si tratta di un Pokémon leggendario ispirato al personaggio di Aramis de I tre moschettieri. Si muove fulmineo per falciare con le lame che sulla testa i suoi nemici. Nell'anime, Virizion è uno dei protagonisti del lungometraggio Il film Pokémon - Kyurem e il solenne spadaccino. Nell'anime e nel gioco Pokémon Mystery Dungeon: I portali sull'infinito, Virizion è femmina, mentre nei giochi principali, come quasi tutti gli altri leggendari, ha sesso sconosciuto.

### Tornadus
Tornadus (トルネロス?, Torunerosu) è un Pokémon base di tipo Volante. Viene definito il Pokémon Turbinio. Si tratta di un Pokémon leggendario esclusivo di Pokémon Nero e Nero 2. Il suo aspetto originario, in seguito rinominato Forma Incarnazione, è basato sul kami del vento Fūjin della religione shintoista. In Pokémon Nero 2 e Bianco 2 ha ottenuto una forma ulteriore, denominata Forma Totem, ispirata all'Uccello Vermiglio dei Quattro Simboli delle costellazioni cinesi. Il suo sfrecciare veloce nei cieli e l'energia sprigionata dalla sua coda producono vento e tempeste. Nell'anime, Tornadus appare per la prima volta nel corso dell'episodio Stop all'ira delle leggende! (prima parte) (Stopping the Rage of Legends! (Part 1)). Compare nuovamente, nella sua Forma Totem in Tutti uniti per Unima! (Unova's Survival Crisis!).

### Thundurus
Thundurus (ボルトロス?, Borutorosu) è un Pokémon base di tipo Elettro/Volante. Viene definito il Pokémon Fulminante. Si tratta di un Pokémon leggendario esclusivo di Pokémon Bianco e Bianco 2. Il suo aspetto originario, in seguito rinominato Forma Incarnazione, è basato sul kami del tuono Raijin della religione shintoista. In Pokémon Nero 2 e Bianco 2 ha ottenuto una forma ulteriore, denominata Forma Totem, ispirata al Drago Azzurro dei Quattro Simboli delle costellazioni cinesi. Sorvola la regione di Unima lanciando fulmini dalla coda e lasciando bruciature e incendi sul suo percorso. Nell'anime, Thundurus appare per la prima volta nel corso dell'episodio Stop all'ira delle leggende! (prima parte) (Stopping the Rage of Legends! (Part 1)). Compare nuovamente, nella sua Forma Totem in Tutti uniti per Unima! (Unova's Survival Crisis!).

### Reshiram
Reshiram (レシラム?, Reshiramu) è un Pokémon base di tipo Drago/Fuoco. Viene definito il Pokémon Bianco Verità. È il Pokémon leggendario raffigurato sulla copertina di Pokémon Nero. È stato disegnato da Ken Sugimori in netto contrasto con la sua controparte Zekrom, come un drago bianco, leggero, aggraziato e femminile. La coda è l'elemento centrale del suo design, ed è basata su una caldaia. È il custode della verità. Può incenerire ogni cosa e provocare mutamenti climatici in tutto il globo con le fiamme prodotte dalla coda. Nell'anime, Reshiram è uno dei protagonisti della coppia di lungometraggi Il film Pokémon: Nero - Victini e Reshiram e Bianco - Victini e Zekrom.

### Zekrom
Zekrom (ゼクロム?, Zekuromu) è un Pokémon base di tipo Drago/Elettro. Viene definito il Pokémon Nero Ideale. È il Pokémon leggendario raffigurato sulla copertina di Pokémon Bianco. È stato disegnato da Ken Sugimori in netto contrasto con la sua controparte Reshiram, come un drago nero, squadrato e maschile. La coda è l'elemento centrale del suo design, ed è basata su una turbina elettrica. Sostiene i seguaci di un mondo ideale. Vola nel cielo scagliando fulmini e saette che produce nella coda. Nell'anime, Zekrom appare per la prima volta nel corso dell'episodio All'ombra di Zekrom! (In The Shadow of Zekrom!). Il Pokémon è uno dei protagonisti della coppia di lungometraggi Il film Pokémon: Nero - Victini e Reshiram e Bianco - Victini e Zekrom.

### Landorus
Landorus (ランドロス?, Randorosu) è un Pokémon base di tipo Terra/Volante. Viene definito il Pokémon Fertilità. Il suo aspetto originario, in seguito rinominato Forma Incarnazione, è basato sul kami della fertilità e dell'agricoltura Inari della religione shintoista. In Pokémon Nero 2 e Bianco 2 ha ottenuto una forma ulteriore, denominata Forma Totem, ispirata alla Tigre Bianca dei Quattro Simboli delle costellazioni cinesi. Si tratta di un Pokémon leggendario che porta nutrimento e fertilità alle terre che visita, favorendo i raccolti. Nell'anime, Landorus appare per la prima volta nel corso dell'episodio Stop all'ira delle leggende! (prima parte) (Stopping the Rage of Legends! (Part 1)). Compare nuovamente, nella sua Forma Totem in Tutti uniti per Unima! (Unova's Survival Crisis!).

### Kyurem
Kyurem (キュレム?, Kyuremu) è un Pokémon base di tipo Drago/Ghiaccio. Viene definito il Pokémon Confine. È un Pokémon leggendario con il potere di generare un freddo glaciale; ha finito però per congelarsi da solo e da allora attende l'arrivo di un eroe che lo salvi dalla sua prigionia. In Pokémon Nero 2 e Bianco 2 ottiene la capacità di fondersi con Zekrom o Reshiram, a formare Kyurem Nero (ブラックキュレム?, Burakku Kyuremu) o Kyurem Bianco (ホワイトキュレム?, Howaito Kyuremu), che appaiono sulle rispettive copertine dei due titoli. Nell'anime, Kyurem è uno dei protagonisti del lungometraggio Il film Pokémon - Kyurem e il solenne spadaccino.

### Keldeo
Keldeo (ケルディオ?, Kerudio) è un Pokémon base di tipo Acqua/Lotta. Viene definito il Pokémon Puledro. Si tratta di un Pokémon misterioso legato a Cobalion, Terrakion e Virizion, e ispirato al personaggio di d'Artagnan de I tre moschettieri. Il Pokémon è stato distribuito nel corso di alcuni eventi tenutisi nel 2012 e 2013 in Giappone, Stati Uniti ed Europa. In Pokémon Nero e Bianco è presente solamente nella sua Forma Normale (いつものすがた?), ma, a partire da Nero 2 e Bianco 2, se apprende la mossa Spadamistica assume la Forma Risoluta (かくごのすがた?), con un corno più vistoso in fronte. Ha l'aspetto di un puledro ed è capace di spostarsi calpestando con i suoi zoccoli gli specchi d'acqua e i mari. Nell'anime, Keldeo è uno dei protagonisti del lungometraggio Il film Pokémon - Kyurem e il solenne spadaccino.

### Meloetta
Meloetta (メロエッタ?, Meroetta) è un Pokémon base di tipo Normale/Psico. Viene definito il Pokémon Melodia. Si tratta di un Pokémon misterioso ottenibile esclusivamente tramite evento Nintendo. Possiede una seconda forma, chiamata Forma Danza, che si differenzia dalla Forma Canto nell'aspetto, nelle statistiche e nel tipo: Normale/Lotta. Intona melodie che influenzano le emozioni dei suoi ascoltatori. Nell'anime, Meloetta appare per la prima volta nel corso dell'episodio Evviva le guardie di Unima! (An Epic Defense Force!).

### Genesect
Genesect (ゲノセクト?, Genosekuto) è un Pokémon base di tipo Coleottero/Acciaio. Viene definito il Pokémon Paleozoico. È un Pokémon misterioso resuscitato da fossile e successivamente modificato dal Team Plasma. È equipaggiato con un potente cannone sul dorso che può ospitare quattro cartucce differenti, le quali determinano il colore del cannone e il tipo dell'attacco Tecnobotto. Nell'anime, Genesect è il protagonista del lungometraggio Il film Pokémon - Genesect e il risveglio della leggenda.